# Schienenbus

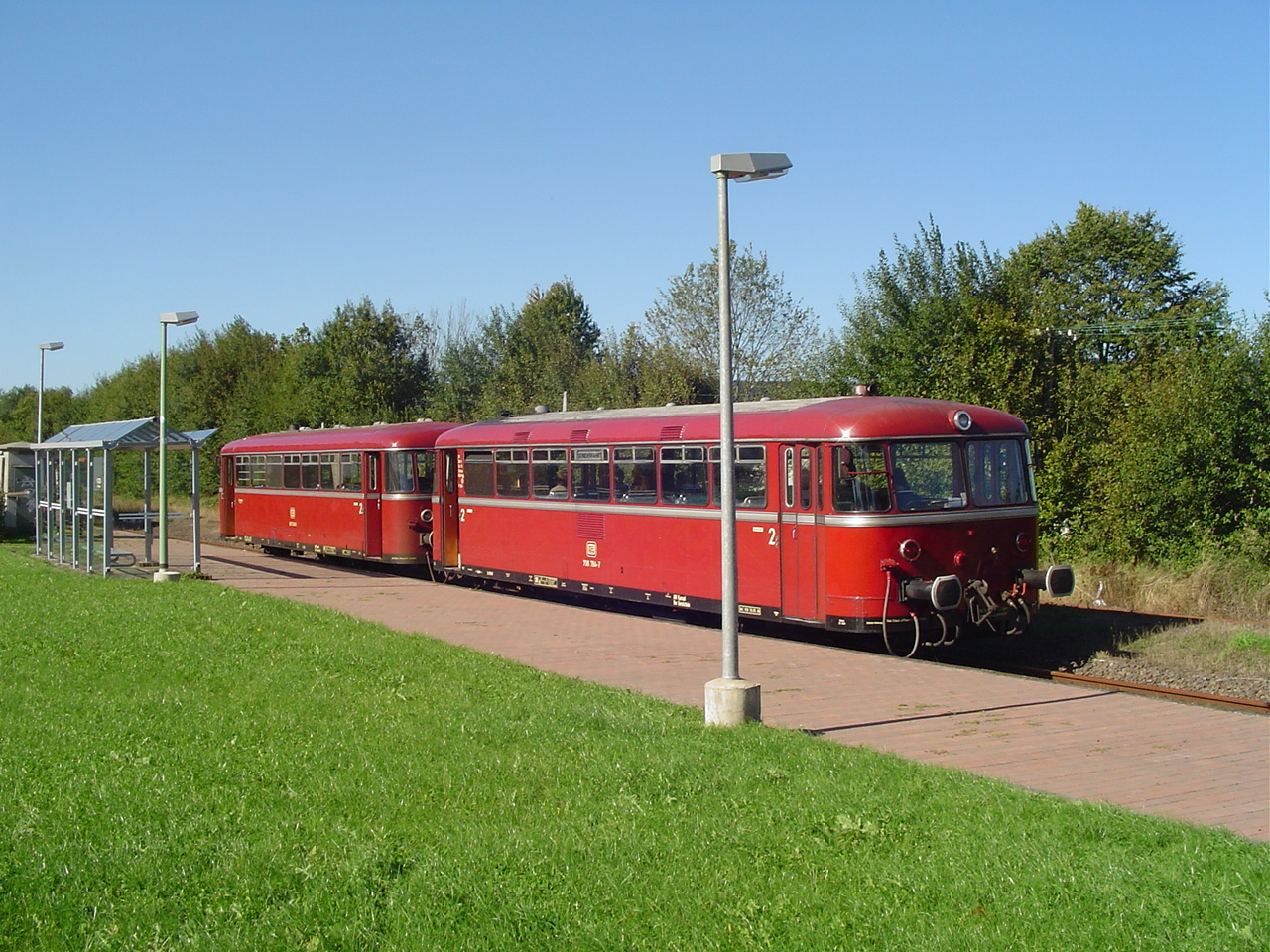
Die Baureihen VT 95, VT 97 und VT 98 (Bild; mit Steuerwagen) der Waggonfabrik Uerdingen waren zur Zeit der Deutschen Bundesbahn der Inbegriff des Schienenbusses

Als Schienenbus, Schienenomnibus bzw. Schienenautobus werden im deutschen Sprachraum leichte zweiachsige Verbrennungstriebwagen der Eisenbahn bezeichnet, die für den kostengünstigen Betrieb vor allem auf Nebenbahnen entwickelt wurden. Bei der Deutschen Bundesbahn gab es für ihn die Abkürzung Schom. Schienenbusse sind nicht zu verwechseln mit den selteneren Schienen-Straßen-Omnibussen, die sowohl auf Schienen als auch auf der Straße fahren können.

## Begriff

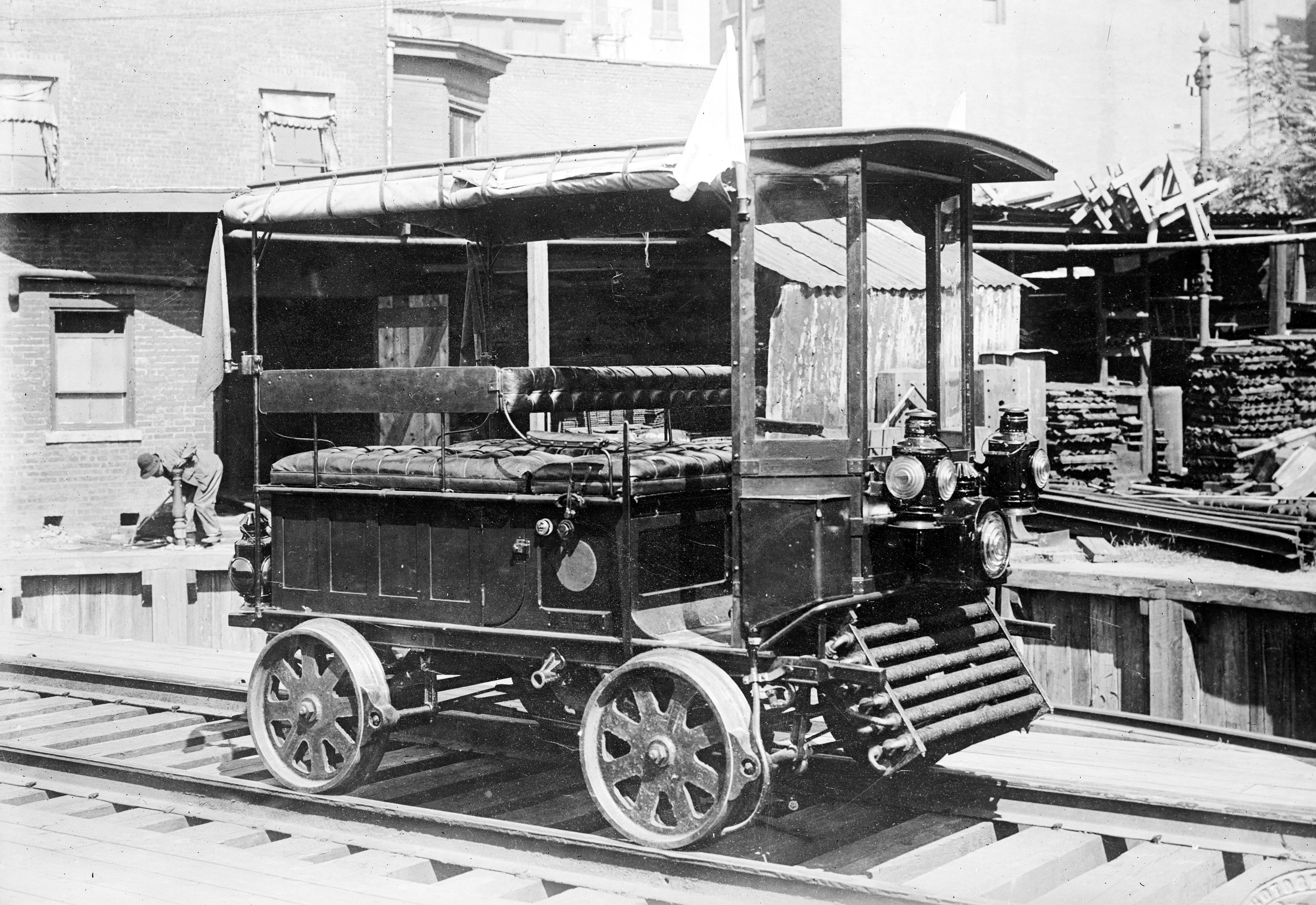
1908: Draisine der New York Central Railroad, damals als Gasolene Rail Omnibus bezeichnet

Schienenbusse entstanden ursprünglich aus Umbauten von Straßen-Kraftfahrzeugen. Im Unterschied zu diesen haben Fahrzeuge, die von vornherein für den Schienenverkehr konzipiert wurden, meist zwei Führerstände und können in beiden Fahrtrichtungen mit gleicher Geschwindigkeit verkehren. Schienenbusse sind im deutschen Sprachraum als Leichtverbrennungstriebwagen (LVT) klassifiziert. Der Begriff Leichtverbrennungstriebwagen umfasst weitere Fahrzeugtypen, beispielsweise einen Teil der vierachsigen Triebwagen. Laut Bertelsmanns Universal-Lexikon kann ein Schienenbus sowohl zwei- als auch vierachsig sein.
Neben der Kurzform Schienenbus sind oder waren andere Begriffe wie Schienenomnibus oder Schienenautobus verbreitet. Der Ausdruck Schienenauto existierte für einen „Kraftwagen mit Verbrennungsmotor für Güter- und Personenverkehr mit Radkranzrädern für das Fahren auf Schienen, ungeeignet zum Einstellen in Züge“.
In anderen Sprachen existieren ähnliche Bezeichnungen für Schienenbusse, so bezeichnete die New York Central Railroad bereits 1908 eine Draisine in englischer Sprache als railbus. Des Weiteren ferrobús bzw. buscarril (spanisch), autobus su rotaia (italienisch), autorail bzw. autocar sur rails (französisch), rälsbuss (schwedisch), skinnebus (dänisch), kiskobussi (finnisch), kolejový autobus (tschechisch), šinobus (serbokroatisch), sínautóbusz bzw. sínbusz (ungarisch), autobus szynowy bzw. szynobus (polnisch) oder Relsowye Awtobus (russisch). Die so bezeichneten Fahrzeuge weisen jedoch keine gemeinsame, durchgehend einheitliche Bauweise auf.

## Entwicklungsgeschichte

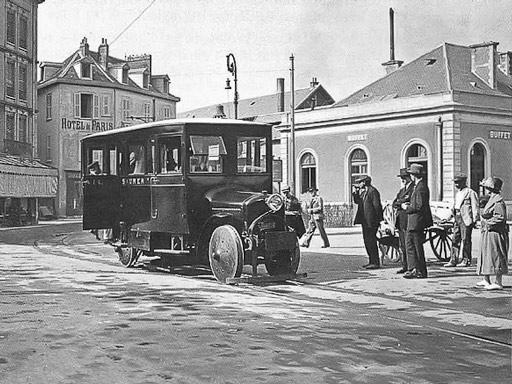
„Autorail“ von Saurer bei den Voies ferrées du Dauphiné, 1920

Die ersten Schienenbusse waren umgebaute Omnibusse mit Eisenbahnrädern. Auch heute noch ist diese Konstruktionsart in lateinamerikanischen Staaten typisch. Vorteile gegenüber einem klassischen Triebwagen waren vor allem die geringeren Investitions- und Betriebskosten sowie das reduzierte Gewicht. Diese Einrichtungsfahrzeuge haben teils beiderseitige Einstiege sowie teils auch fest unter dem Chassis montierte Einrichtungen zum Heben und Drehen des ganzen Fahrzeugs, womit die Fahrtrichtungsumkehr auf Streckengleisen ermöglicht wird.
Ursprünglich ähnelten Schienenbusse daher den Langhauber-Omnibussen, wie sie in den 1920er und 1930er Jahren typisch waren. Erst nach dem Zweiten Weltkrieg wurden ausgewählte Bauteile aus der Nutzfahrzeugindustrie, wie Motoren, Getriebe oder Karosserieelemente, angepasst und mit Triebwagenelementen kombiniert. Fortschritte im Fahrzeugbau führten bei Schienenbussen zu unterflur angeordneten Motoren und selbsttragenden Wagenkästen. Ein weiteres häufiges Merkmal von Schienenbussen ist die Großraumbauweise ohne Trennwände zwischen Einstiegsbereich sowie Fahrgastraum und ohne abgesonderten Führerstand. Durch die großzügige Verglasung hatten die Fahrgäste einen Panoramablick, der mit zur damaligen Beliebtheit beitrug.
Ältere Fahrzeuge hatten zudem oft einen Dachgepäckträger.
Schienenbusse haben typischerweise keine oder vereinfachte Kupplungen, da sie meist nur allein oder mit baugleichen Bei-, Mittel- oder Steuerwagen zum Einsatz kommen. Sind sie dagegen mit normalen Zug- und Stoßeinrichtungen versehen, ist das Mitführen von normalen Personen- oder Güterwagen möglich.

## Europa

### Deutscher Sprachraum

#### Deutschland

Nacke-Schienenbus der Königlich Sächsischen Staatseisenbahnen, ca. 1912

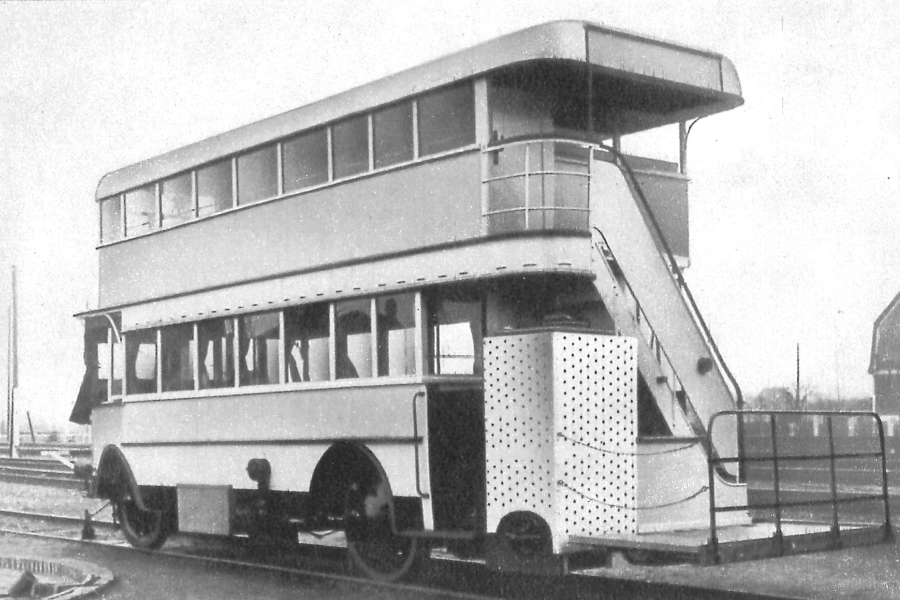
T 9 der GHWE, einer der neun aus Doppeldeckerbussen der BVG umgebauten Schienenbusse, 1937

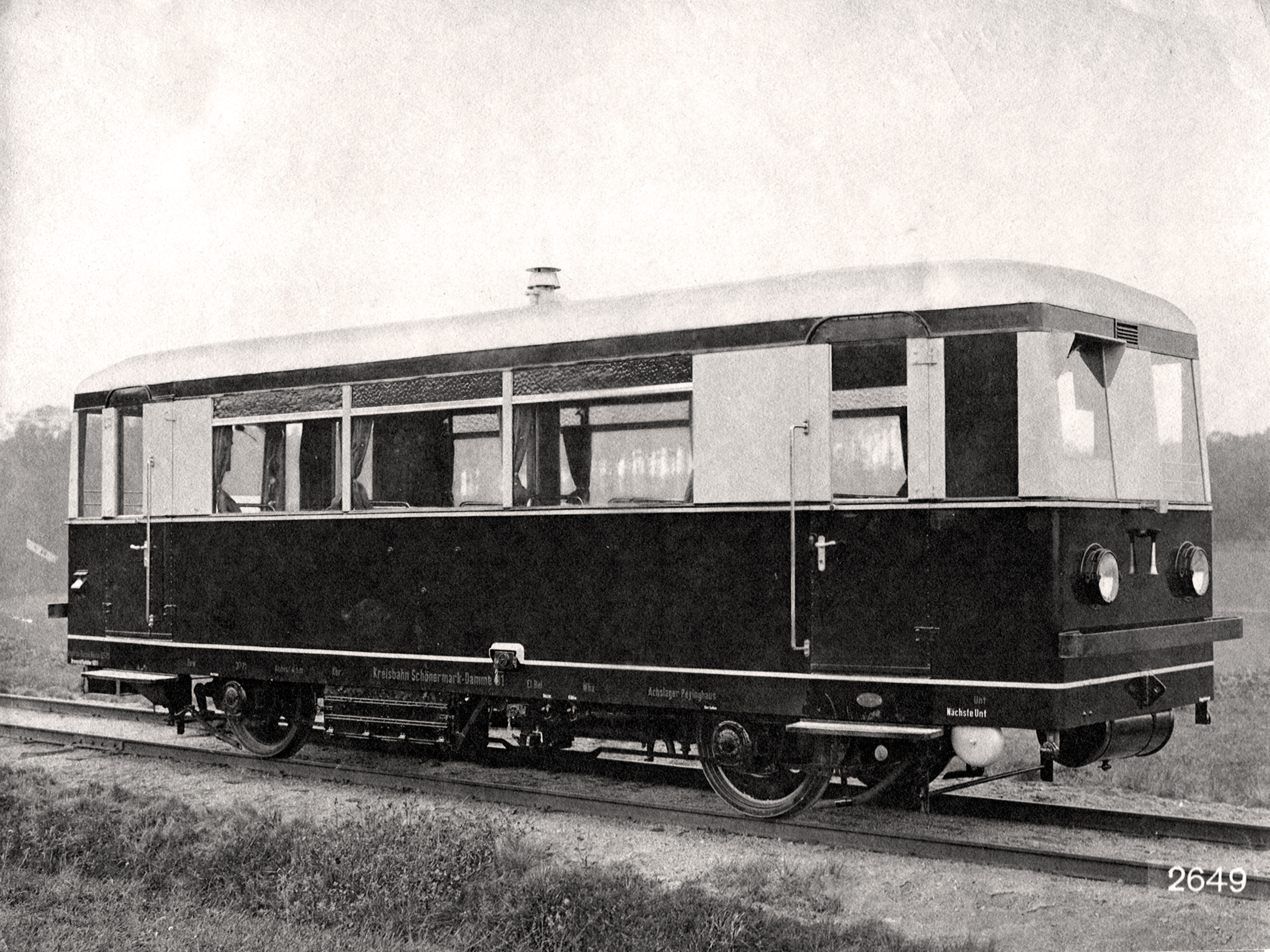
T 01 (WUMAG) der Kreisbahn Schönermark–Damme, späterer VT 133 512 der DR

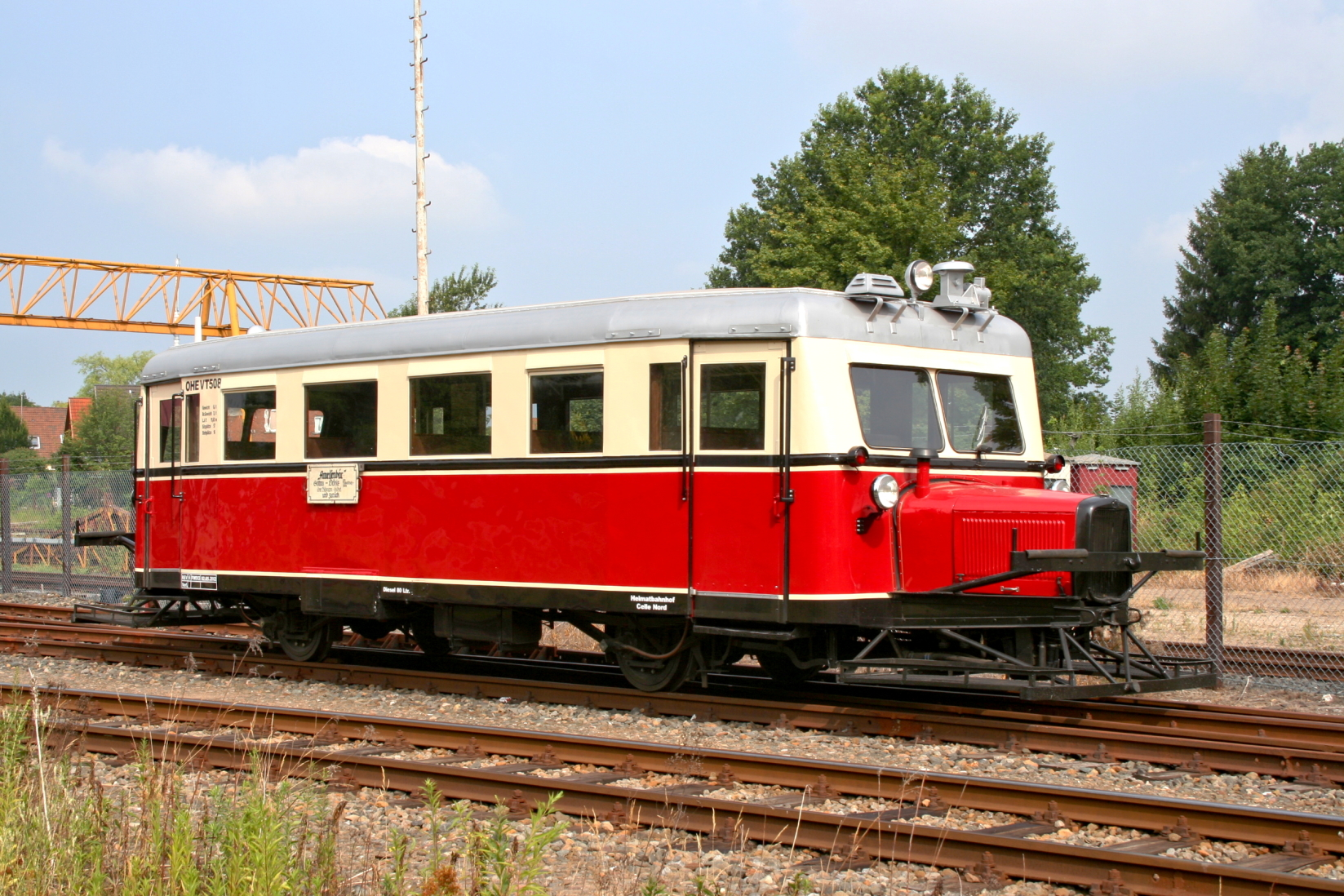
Wismarer Schienenbus der OHE

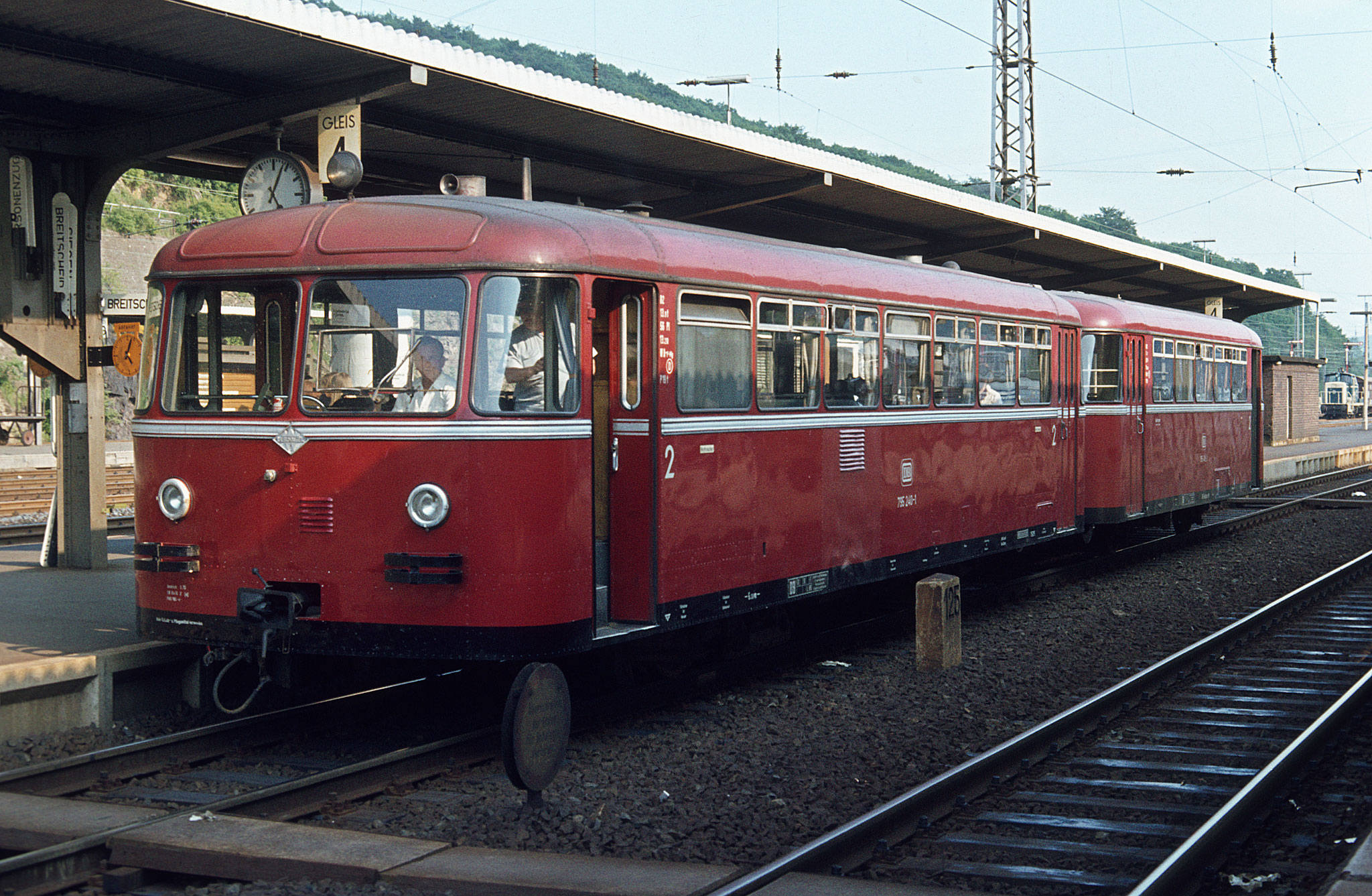
VT 95 mit Beiwagen im Bahnhof Dillenburg

Ein erster Schienenbus wurde kurz vor dem Ersten Weltkrieg von den Königlich Sächsischen Staatseisenbahnen erprobt. Ein Straßenbus der Firma Nacke in Coswig wurde mit Spurkranzrädern und bahntypischen Signaleinrichtungen (Druckluftpfeife, Warnglocke) versehen. Das Fahrzeug mit der Bahnnummer 9015 hatte einen Motor von Saurer und bot 18 Personen Platz. Der Kriegsausbruch beendete vermutlich seinen Einsatz.
1927 entstand – ebenfalls aus einem Straßenbus – als Gemeinschaftsproduktion der Waggonfabrik Werdau und der VOMAG ein meterspuriges Fahrzeug. Ab 1929 wurde es bei der Gera-Meuselwitz-Wuitzer Eisenbahn eingesetzt. Das Einrichtungsfahrzeug hatte 38 Sitzplätze und wies eine Druckluftbremse auf. Der 44 kW leistende Vierzylinder-Ottomotor ermöglichte eine Höchstgeschwindigkeit von 35 km/h. Wegen des großen Achsstands von 5700 Millimeter wurde die Vorderachse beweglich ausgeführt, sie konnte wie bei einem Straßenfahrzeug über das Lenkrad gedreht werden. An vier Stellen der Bahn wurden Wendemöglichkeiten geschaffen. Zum Wenden wurden die Vorderräder mit einer hydraulischen Hebevorrichtung angehoben und das Fahrzeug im Halbkreis um die Hinterachse geschwenkt. 1948 wurde es zu den Franzburger Kreisbahnen umbeheimatet, die 1949 von der Deutschen Reichsbahn übernommen wurden. Der Schienenbus erhielt die Betriebsnummer VT 133 521, wurde 1950/51 abgestellt und 1962 verschrottet.
Die Firma Henschel brachte im August 1931 einen ersten Schienenbus bei der nahen Grifte-Gudensberger Kleinbahn auf die Gleise. Obwohl die Bahn mit dem Einrichtungsfahrzeug, das ohne weit vorspringendem Motorvorbau stärker einem „richtigen“ Eisenbahnfahrzeug glich, zufrieden war, blieben Folgeaufträge weitgehend aus. Nur die Deutsche Reichsbahn bestellte im selben Jahr drei Triebwagen – allerdings in Zweirichtungsausführung, um das unwirtschaftliche Wenden an den Endbahnhöfen zu vermeiden. Die als 133 006–008 bezeichneten, nur 11,9 t schweren Fahrzeuge wurden bei der RBD Regensburg stationiert. Sie galten als entgleisungsgefährdet, wurden im Zweiten Weltkrieg nur noch von Fahrleitungsmeistereien aus eingesetzt und gelten als verschollen.
Ab den 1930er Jahren baute die Waggonfabrik Wismar Schienenbusse. Ihr bekanntester Vertreter war der Wismarer Schienenbus der Bauart Hannover, der erstmals als „Schienenomnibus“ beworben wurde. Amtlich wurde er zunächst als 2achsiger Leichtbau-Schienen-Omnibus bezeichnet, später als Leichttriebwagen. Auch die Waggon- und Maschinenbau Görlitz (WUMAG) baute Mitte der 1930er Jahre ähnliche Fahrzeuge.
Die Waggonfabrik Uerdingen baute 1933 einen „Schienen-Autobus“ mit einem Opel-Motor für die Lübeck-Segeberger Eisenbahn und 1936 einen weiteren Triebwagen (mit Beiwagen) für die Lübeck-Büchener Eisenbahn. Die beiden Fahrzeuge nahmen rückblickend schon viele Elemente des späteren Uerdinger Schienenbusses der Deutschen Bundesbahn vorweg. Im selben Jahr erwarb die Gardelegen-Haldensleben-Weferlinger Eisenbahn von der Berliner Verkehrsgesellschaft neun gebrauchte Doppeldeckbusse und rüstete sie zu Schienenbussen um. Zwischen 1939 und 1941 wurden diese Decksitzwagen durch moderne Triebwagen ersetzt.
In der Nachkriegszeit fanden in Westdeutschland flächendeckend und in großer Anzahl die Uerdinger Schienenbusse der Deutschen Bundesbahn (DB) Verwendung. Sie unterschied dabei zwischen der einmotorigen Baureihe VT 95, der zweimotorigen Baureihe VT 98 und der Zahnradvariante VT 97. Eigens für diese Baureihen führte die Deutsche Bundesbahn mit Beginn des Sommerfahrplans am 20. Mai 1951 vorübergehend vier neue Zuggattungen ein, wobei das „t“ für Triebwagen und das „o“ für Omnibus stand:
- Eto = Eilschienenomnibus, analog zum Eilzug (E)
- Sto = Städteschnellverkehrs-Schienenomnibus, analog zum Städteschnellverkehrszug (S)
- Nto = Nahschnellverkehrs-Schienenomnibus, analog zum Nahschnellverkehrszug (N)
- Pto = Schienenomnibus, analog zum Personenzug (P)

Bei vielen nichtbundeseigenen Eisenbahnen kamen MAN-Schienenbusse zum Einsatz. Beschränkte Finanzmittel zwangen kleine Bahnen aber auch zu eigenwilligen Lösungen aus eigener Werkstatt. So baute die Württembergische Eisenbahn-Gesellschaft einen alten Büssing-Omnibus zum Triebwagen T35 um.
In der Deutschen Demokratischen Republik (DDR) setzte die Deutsche Reichsbahn seit den 1960er Jahren die Baureihe VT 2.09 ein. Sie wurden technisch als Leichtverbrennungstriebwagen (LVT) klassifiziert und häufig ebenfalls als Schienenbus bezeichnet.
Darüber hinaus existierten noch einige Prototypen und Kleinserien. Dazu zählen die fünf SVG Leichttriebwagen der Sylter Inselbahn, die aus Sattelschleppern umgebaut wurden (1953–1970, aus Borgward B 4000). Außerdem fuhr auf der Bahnstrecke Amstetten–Laichingen der Triebwagen T 35, ein aus einem Omnibus umgebautes Einzelstück. Ferner gab es eine festgekuppelte dreiteilige Uerdinger-Einheit mit Faltenbalg-Übergängen bei der Hersfelder Kreisbahn.
In den 1990er Jahren wurde von verschiedenen Herstellern Nachfolge-Bauarten für die inzwischen veralteten Schienenbusse vorgestellt. Von der umgangssprachlich als Doppelstock-Schienenbus bezeichneten Baureihe 670 wurden beispielsweise sechs Exemplare hergestellt. Die beim Bau dieser Fahrzeuge gemachten Erfahrungen nutzte die Deutsche Waggonbau anschließend bei der Entwicklung der Leichttriebwagen der Baureihe LVT/S, von denen etwa 20 Stück gebaut wurden.

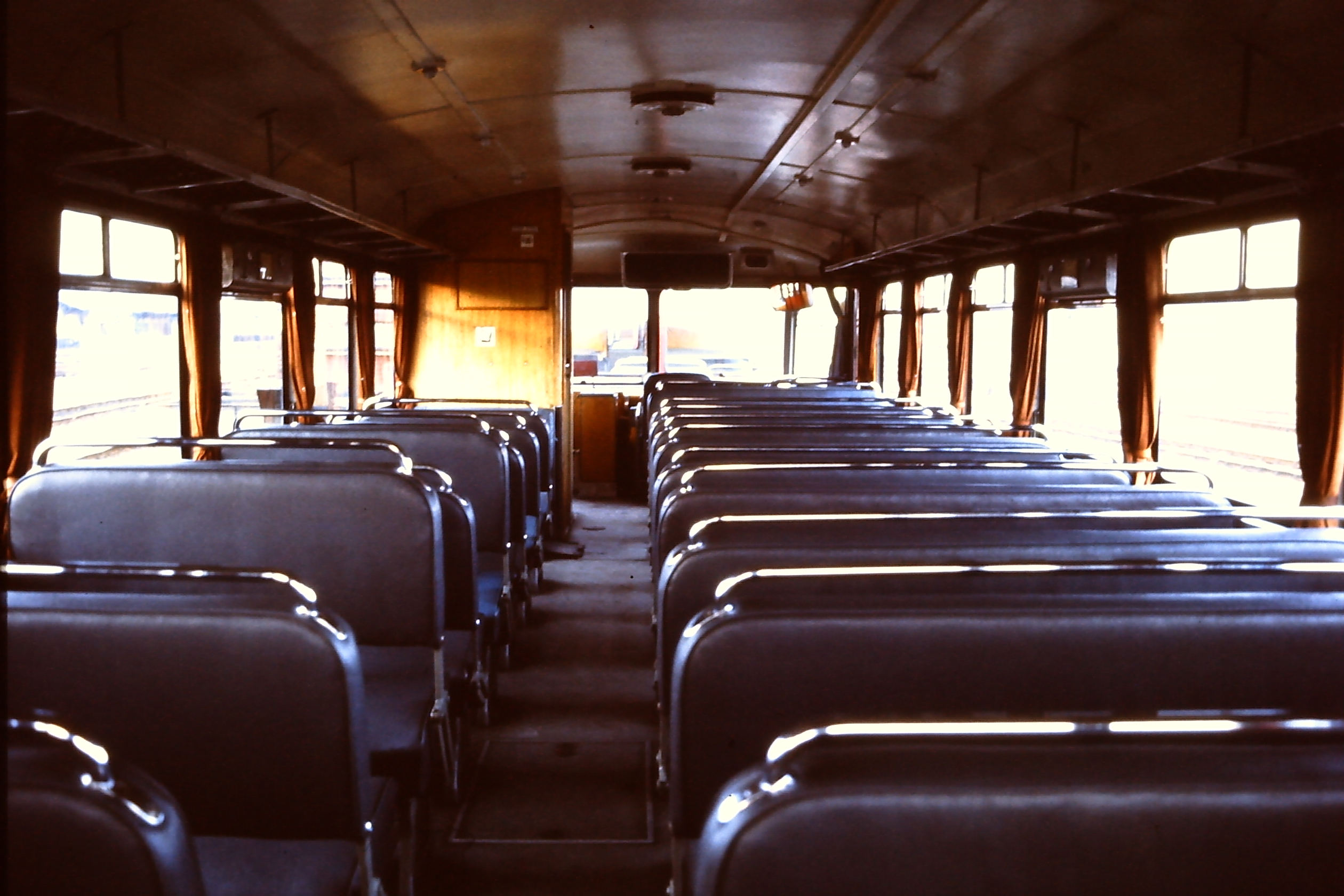
VT 98, Innenraum
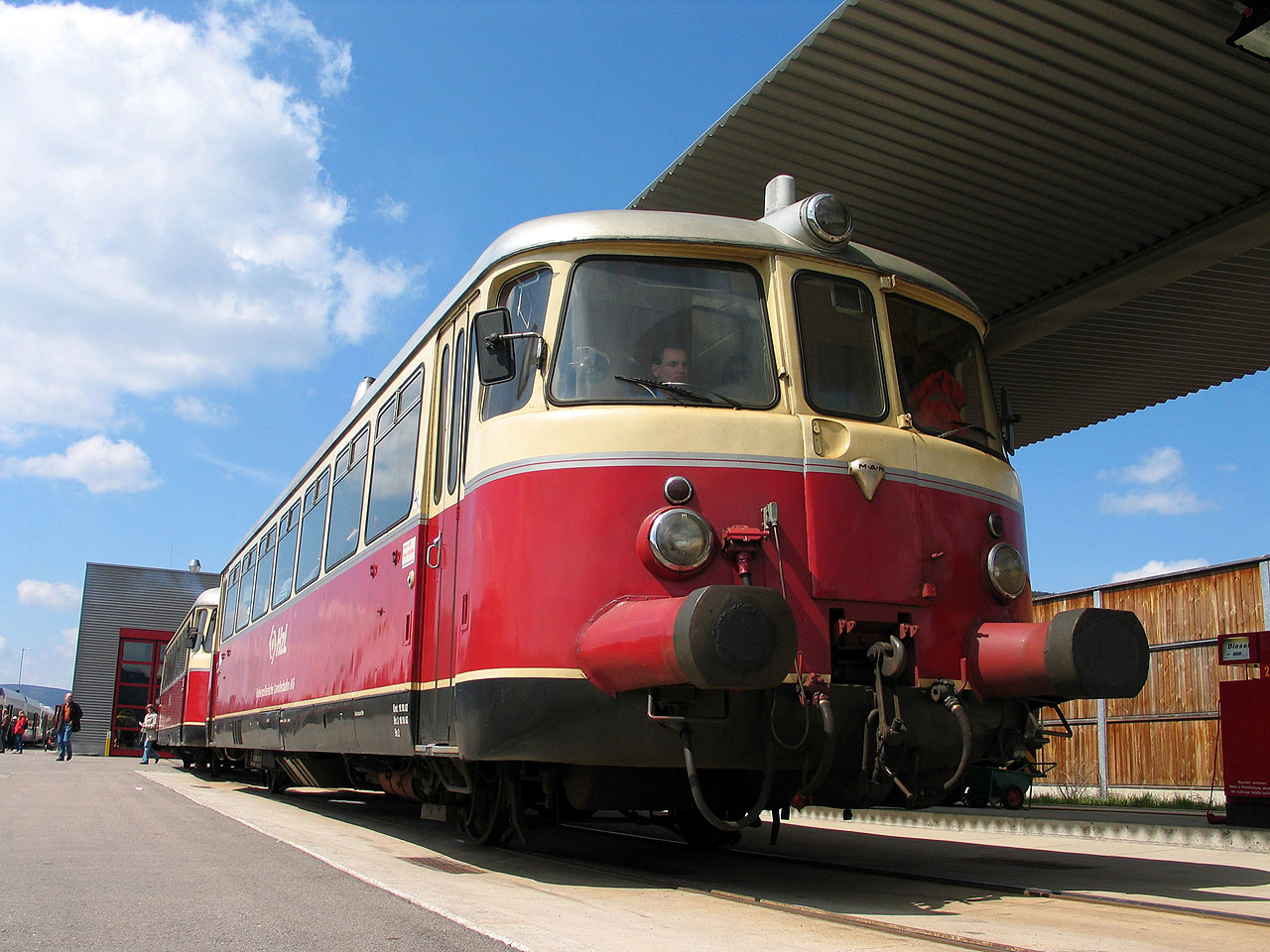
MAN-Schienenbus der Hohenzollerischen Landesbahn (HzL)
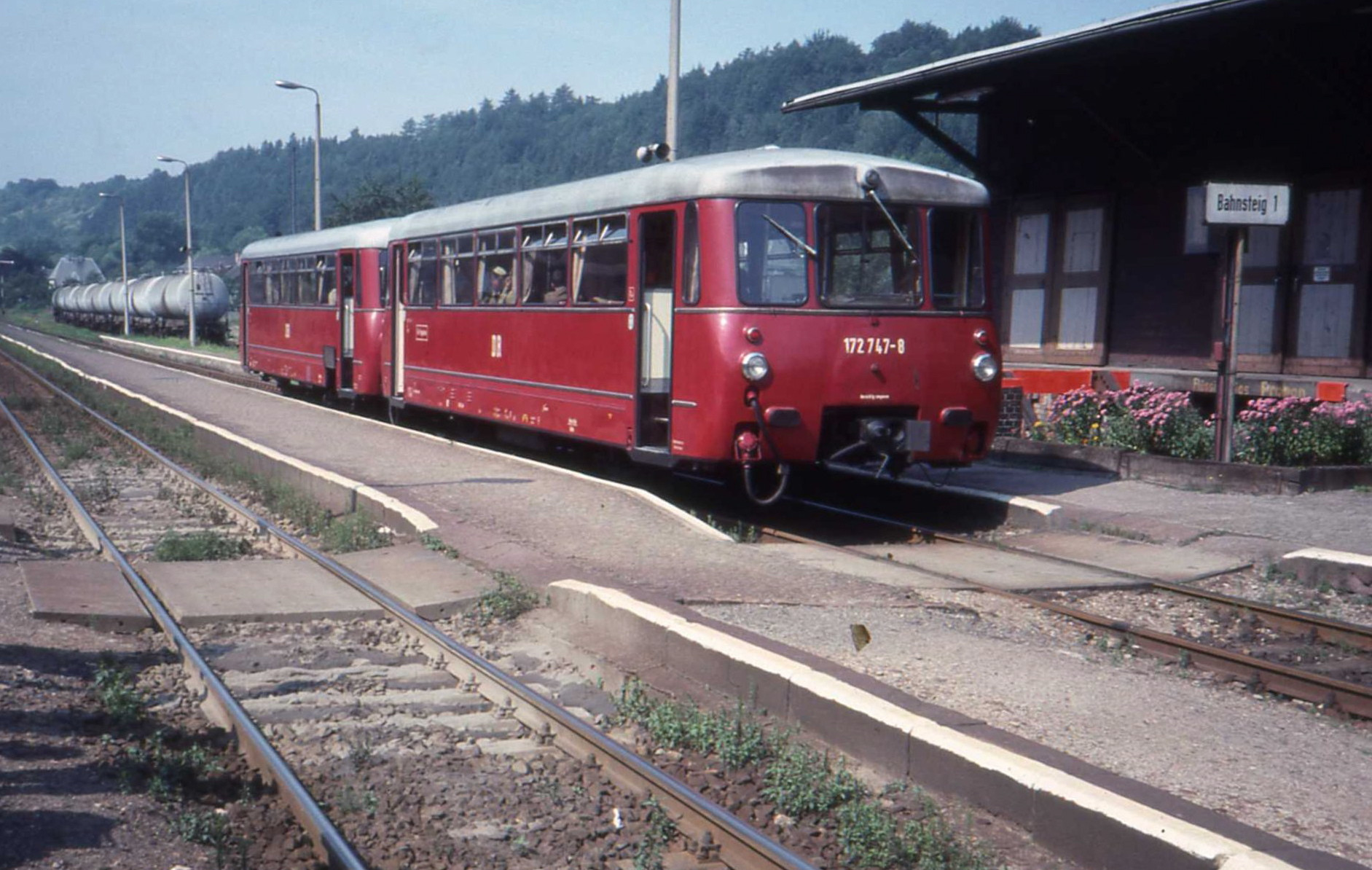
DR-Baureihe VT 2.09 in Gräfenroda, 1989
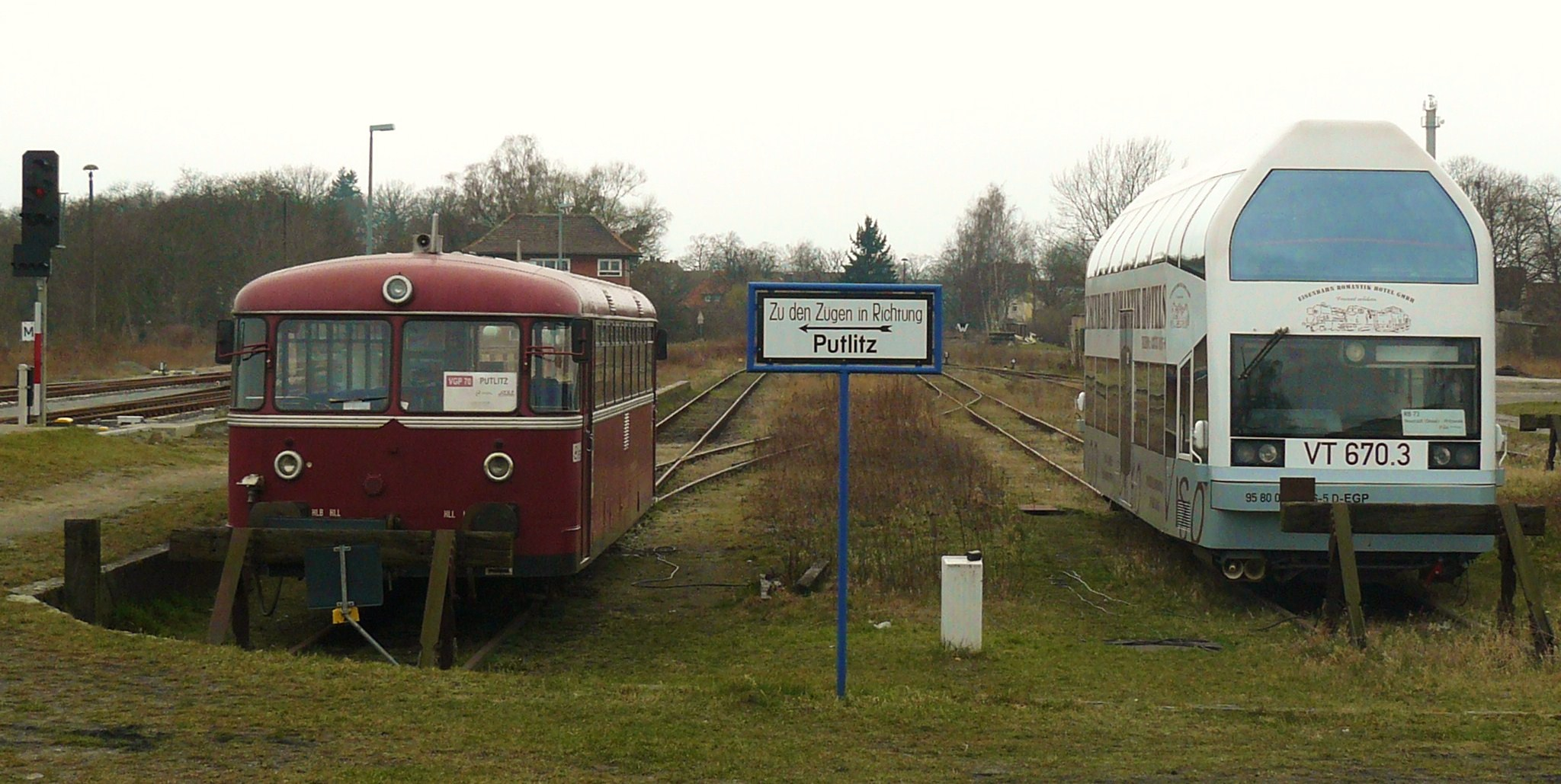
798 618 und Doppelstock-Schienenbus 670.3 in Pritzwalk

#### Österreich
Auch in Österreich wurden ab Mitte der 1920er Jahre Versuche unternommen, durch kostengünstige Leichttriebwagen den Verkehr auf Nebenstrecken zu rationalisieren. 1932/33 entstanden die vier aus Autobussen der Type Perl L6 umgebauten Schienenbusse der Reihe VT 60, welche vorwiegend auf den Lokalbahnen des Weinviertels im Einsatz waren.

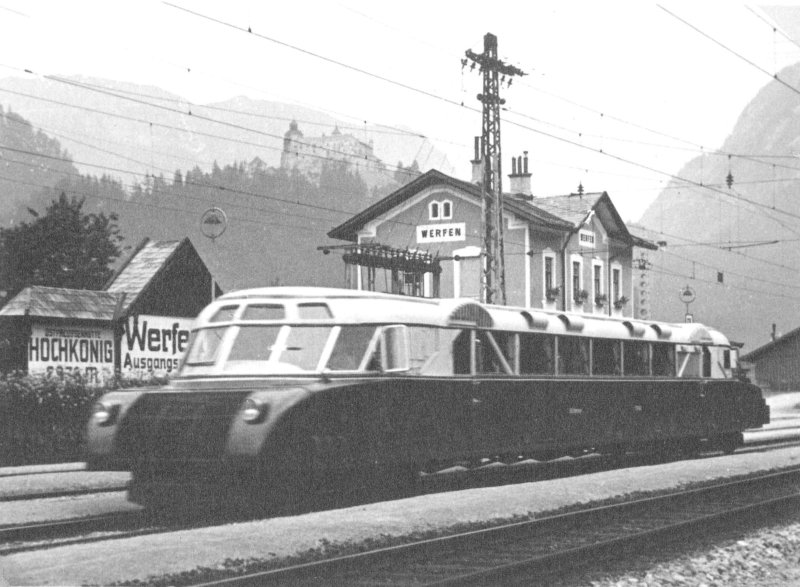
Schnelltriebwagen BBÖ VT 63 von Austro-Daimler

Die ab 1932 in mehreren unterschiedlichen Typen gebauten Austro-Daimler-Leichttriebwagen mit 80 PS AD 640 Benzinmotor und Flüssigkeitsgetriebe sind auch den Schienenbussen zuzurechnen, da sie sehr viele Konstruktionselemente aus dem Automobilbau anwendeten, wie z. B. in Eisenbahnrädern laufende Auto-Luftreifen. Sie bewährten sich jedoch bis auf die erstmals bei Schienenfahrzeugen angewendete hydraulische Kraftübertragung nicht. Sie kamen bei den BBÖ, den Steiermärkischen Landesbahnen und der Salzkammergut-Lokalbahn zum Einsatz.
Ab den 1950er Jahren wurden in Österreich ebenfalls Uerdinger Schienenbusse eingesetzt. 1953 ging der erste zweimotorig gebaute Uerdinger Schienenbus, 1968 mit dem VT 10.09 der letzte in Deutschland gebaute Uerdinger Schienenbus an die Graz-Köflacher Eisenbahn (GKB). Die neun Triebwagen der Baureihe VT 10 entsprachen dem VT 95 der DB, hatten jedoch zwei Motoren. Ab 1970 erwarb die GKB von der DB vier einmotorige VT 95, die sie als VT 50 einreihte. Dazu gab es insgesamt 21 Beiwagen.
Eine österreichische Eigenentwicklung von Simmering-Graz-Pauker in Form der ÖBB 5080 mit diesel-mechanischem Antrieb über Mylius-Getriebe floppte allerdings.

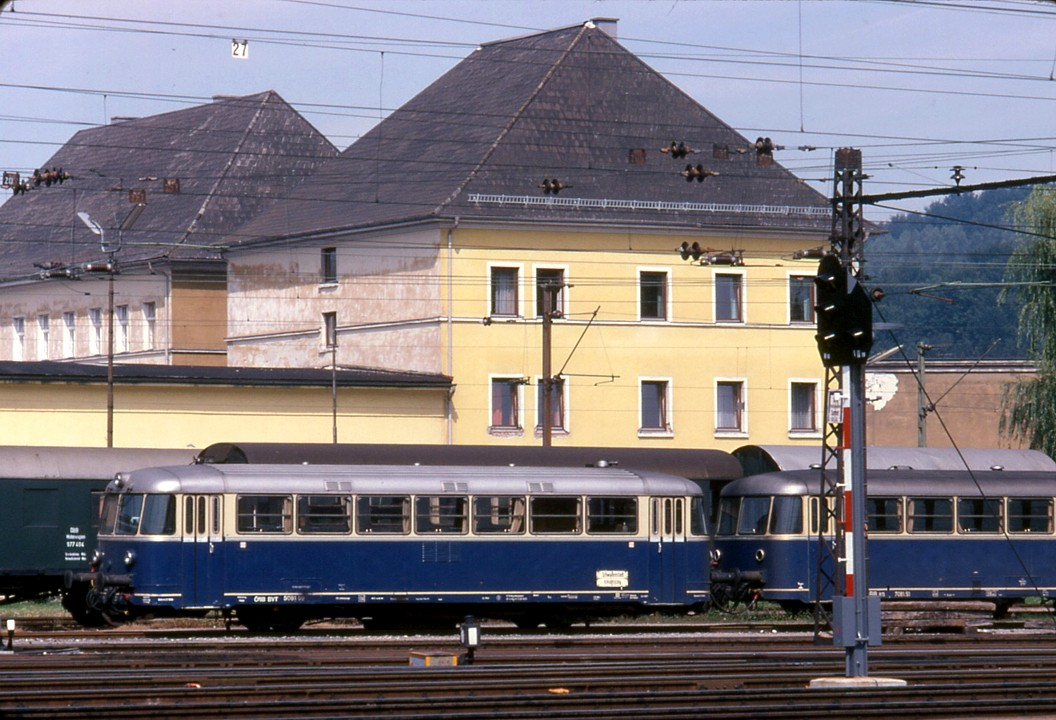
Triebwagen der Baureihe 5081 der ÖBB im Bahnhof Attnang-Puchheim

Die Montafonerbahn beschaffte 1955 mit den beiden einmotorigen Triebwagen VT 11 und VT 12 ebenfalls Uerdinger Schienenbusse, die sich von den DB VT 95 nur durch die herablassbaren Seitenfenster unterschieden. Hinzu kam 1956 der passende Steuerwagen VS 21.
Bei den Österreichischen Bundesbahnen (ÖBB) liefen Uerdinger Schienenbusse als Baureihe 5081. Sie waren überwiegend von Simmering-Graz-Pauker und den Jenbacher Werken gefertigte Lizenzbauten. Von einigen Abweichungen wie den in Österreich üblichen herablassbaren Seitenfenstern und abgesenkten Trittstufen abgesehen entsprachen sie weitgehend dem deutschen VT 98. 30 derartige Triebwagen sowie ebenso viele Steuer- und Beiwagen wurden von den ÖBB erworben.
Außerdem fanden Einsätze bei der Montafonerbahn, bei den Steiermärkischen Landesbahnen (StLB) und bei der Südburgenländischen Regionalbahn (SRB) statt.

#### Schweiz

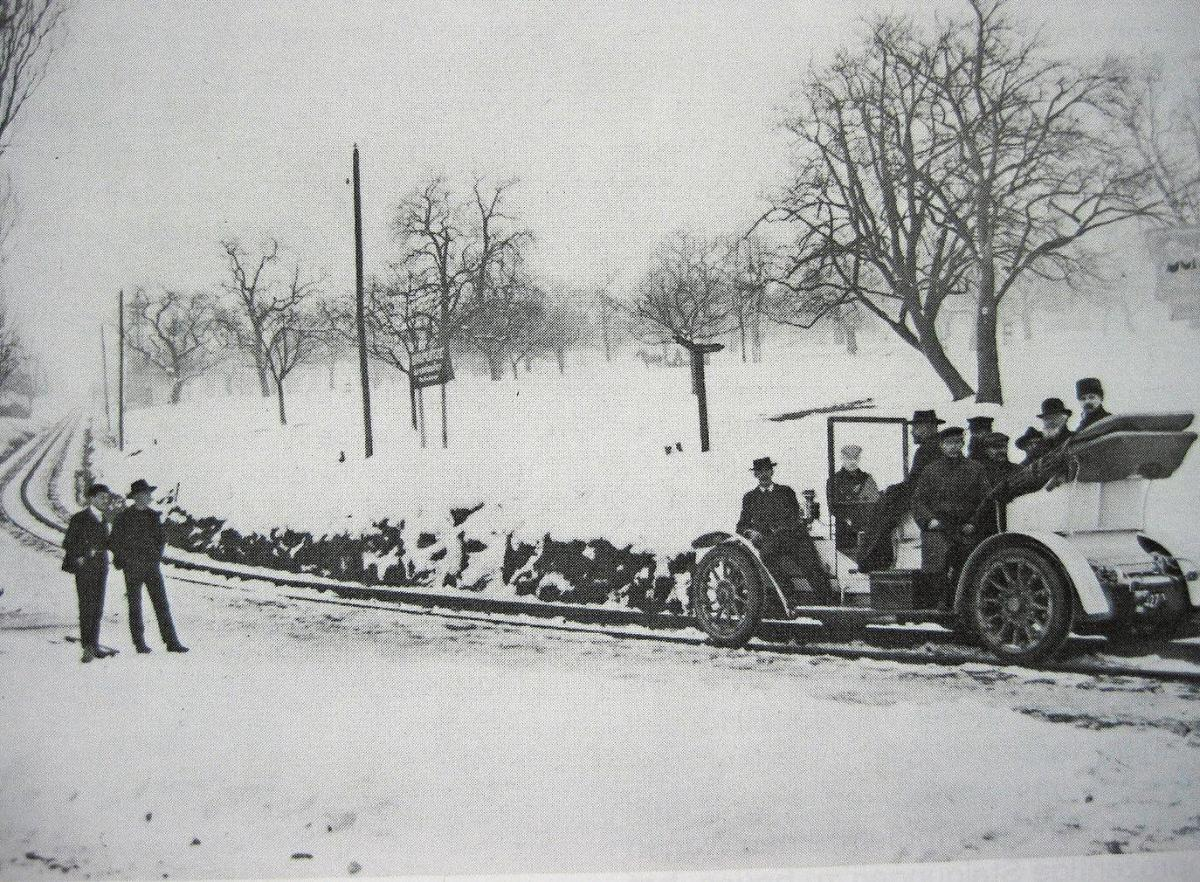
Saurer-Schienenmobil auf der Rorschach-Heiden-Bergbahn, 1908

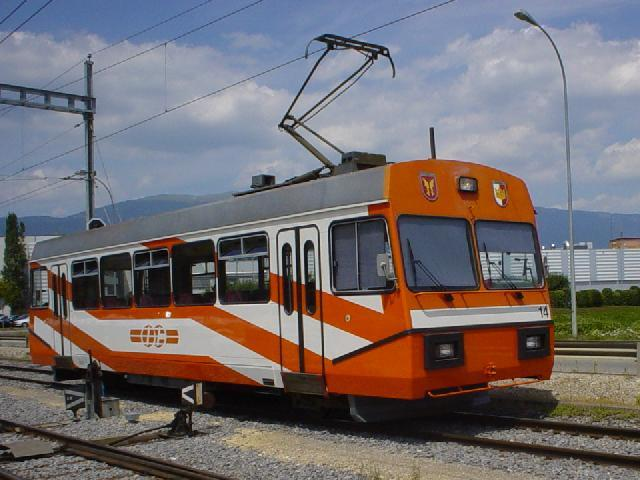
Einzelgänger Be 2/2 14 der Orbe-Chavornay-Bahn

Bei den schweizerischen Eisenbahngesellschaften gibt es keine Fahrzeuge, die als Schienenbusse bezeichnet wurden. Es verkehrten aber deutsche Schienenbusse auf der Bahnstrecke Koblenz–Waldshut grenzüberschreitend in die Schweiz. Für die Führung schwach frequentierter Züge baute die Firma Saurer ein „Schienenmobil“, das im Winter 1908 auf der Rorschach-Heiden-Bergbahn getestet wurde. Die Sicherheitsvorschriften verhinderten dessen Inbetriebnahme auf der Zahnstangenstrecke. 1920 verkehrte zu Werbezwecken ein angepasster Saurer-Straßenbus auf den Schienen der französischen Schmalspurbahn Voies ferrées du Dauphiné.
In der Planungsphase für die Roten Pfeile fertigten die Schweizerischen Bundesbahnen 1932 Planskizzen von leichten zweiachsigen Triebwagen in einer elektrischen und einer Diesel-Variante an. Diese Ideen wurden nicht weiterverfolgt.
Die nicht elektrifizierte Sursee-Triengen-Bahn (ST) unternahm 1953 Versuche mit einem Uerdinger Schienenbus. Eine Beschaffung unterblieb, 1971 wurde der Personenverkehr auf die Straße verlagert.
Die Oensingen-Balsthal-Bahn (OeBB) ließ sich 1955 von der Schweizerischen Lokomotiv- und Maschinenfabrik (SLM) einen elektrischen Schienenbus offerieren, der laut Zeichnung etwa fünf Tonnen schwer und 9,5 Meter lang geworden wäre. Die Kosten überstiegen die finanziellen Möglichkeiten der Gesellschaft.
Im Rahmen einer Überprüfung der Betriebsform der Wohlen-Meisterschwanden-Bahn (WM) offerierte SWS 1977 zwei vierachsige elektrische Schienenbusse. Da sie keine normalen Zug- und Stossvorrichtungen aufgewiesen hätten, wären separate Züge für den Stückgutverkehr erforderlich gewesen, weshalb diese Variante als unwirtschaftlich verworfen wurde.
Die Orbe-Chavornay-Bahn (OC) prüfte die Beschaffung eines gebrauchten Uerdinger Schienenbusses, der eine elektrische Ausrüstung von einem Trolleybus erhalten sollte. Die damals noch kleine und neben Umbauten mit der Produktion von Einzelanfertigungen befasste Firma Stadler offerierte ein zweiachsiges Neubaufahrzeug vergleichbarer Dimension, das 1990 als Be 2/2 Nummer 14 in Betrieb ging.

### Westeuropa

#### Luxemburg

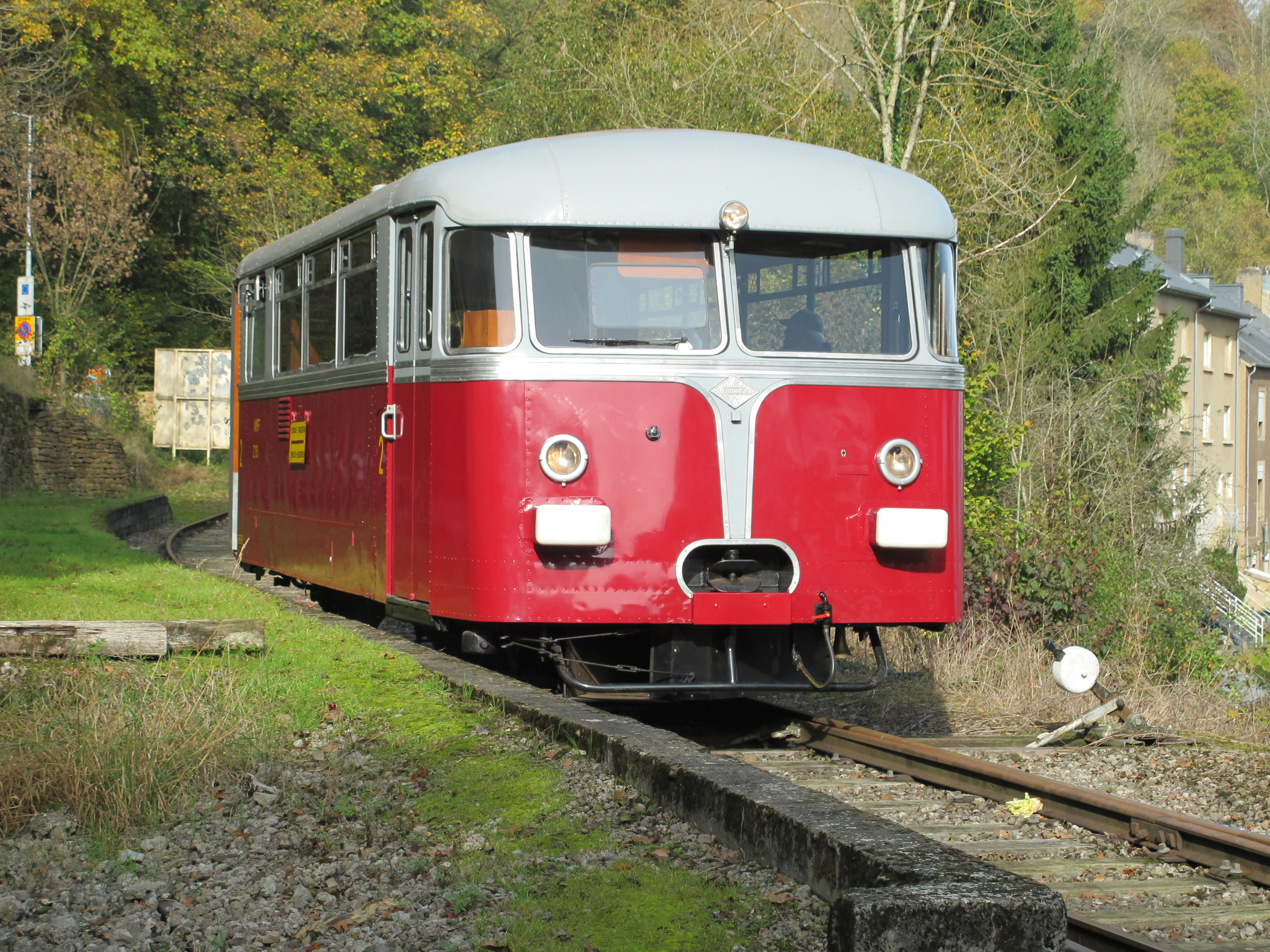
Prototypfahrzeug Z 151 (ehem. CFL) bei der Museumsbahn AMTF Train 1900 in Bois de Rodange

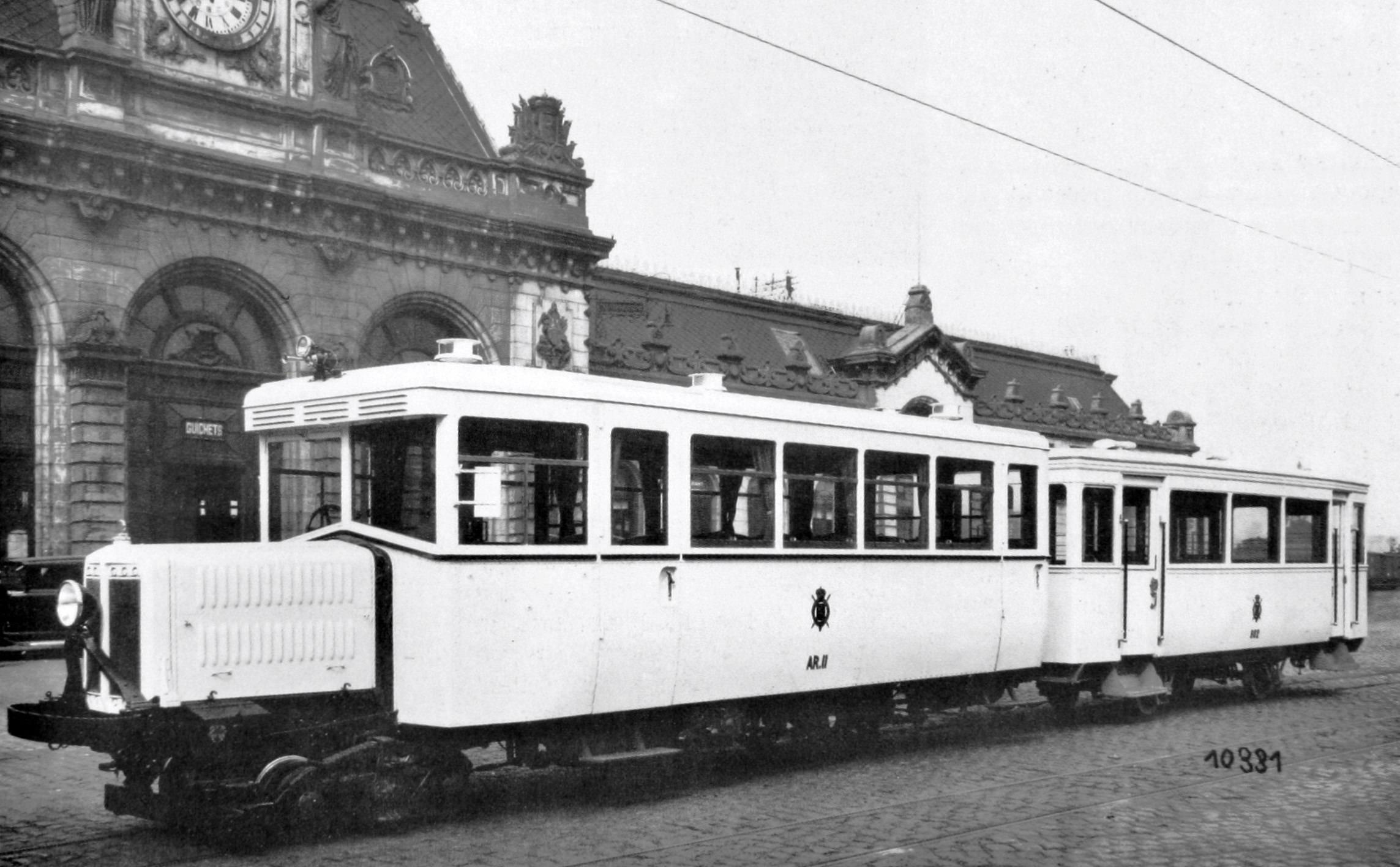
AR Type 11 der SNCV in Mons

Die Chemins de Fer Luxembourgeois (CFL) erwarben 1951 zehn Trieb- und zehn Beiwagen der VT 95-Prototypserie, die die Betriebsnummern 151 bis 160 bzw. 1051 bis 1060 erhielten. Eine Garnitur blieb bei der Museumseisenbahn AMTF Train 1900 in Fond-de-Gras erhalten. Ein elfter Wagen mit der Nummer 161, der den Serienfahrzeugen entsprach, folgte 1956 nach Luxemburg.

#### Belgien

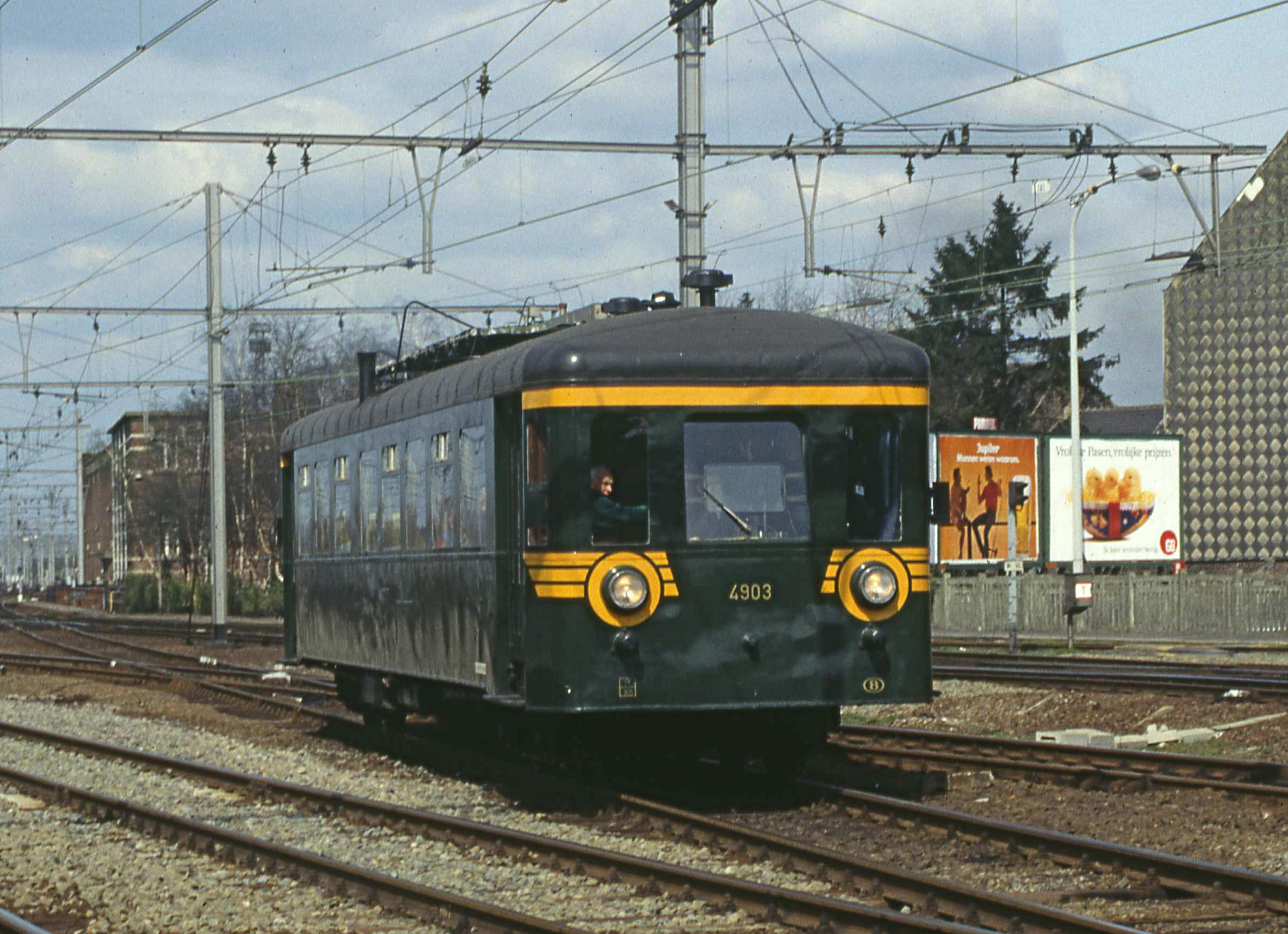
Schienenbus der NMBS/SNCB-Reihe 553 in Löwen, 1992

In Belgien setzte die Nationale Kleinbahngesellschaft (SNCV) ab den 1930er Jahren mehrere Bauarten von meterspurigen Schienenbussen ein. Teilweise wurden diese direkt aus Autobussen umgebaut, es gab aber auch Typen der Baureihen AR und ART mit Straßenbahn-ähnlichem Aufbau und der Antriebstechnik von Lastkraftwagen.
Bei den Belgischen Staatsbahnen waren vier Baureihen von Schienenbussen im Einsatz, die zwischen 1939 und 1952 hergestellt wurden und mit Motoren von Brossel ausgestattet waren. Die NMBS/SNCB-Reihe 551 hatte eine Länge von etwa 16 Metern; im Verlauf des Jahres 1939 wurden 56 Einheiten hergestellt. Im Gegensatz zu den anderen belgischen Schienenbus-Reihen mit vier Achsen besaß die Reihe 551 nur zwei Achsen. Noch im selben Jahr folgten sechs Fahrzeuge der NMBS/SNCB-Reihe 552, die mit nur 11 Metern Länge deutlich kürzer war. Beide Serien erhielten einen 127 kW starken Dieselmotor mit mechanischer Kraftübertragung. 1942 wurden 50 Triebwagen der NMBS/SNCB-Reihe 553 mit einer Länge von 16 Metern und 166 kW starkem Motor ausgeliefert. Nach Ende des Zweiten Weltkriegs wurde dieser Motor auch in die 20 im Jahr 1952 gebauten Triebwagen der NMBS/SNCB-Reihe 554 eingebaut.
Die Schienenbusse der Reihe 553 wurden 1971 in Reihe 49 umgezeichnet und bis Mitte der 1970er-Jahre eingesetzt, die Fahrzeuge der Reihe 554 erhielten die Bezeichnung Reihe 46 und wurden erst in den späten 1990er Jahren ausgemustert. Viele Triebwagen sind museal erhalten und werden von verschiedenen privaten Museumseisenbahnen oder Vereinen betriebsfähig gehalten und für Sonderfahrten eingesetzt.

#### Frankreich
Die ersten Schienenbusse in Frankreich waren Schöpfungen des Ingenieurs Georges Tartary, Verwalter der Bahngesellschaft Tramways des Deux Sèvres. Er kaufte nach dem Ersten Weltkrieg 20 ehemalige Krankentransportbusse der United States Army und baute sie zu meterspurigen Schienenfahrzeugen um. Die zweiachsigen Einrichtungsfahrzeuge des Typs „A“ boten 16, die zehn Exemplare des verlängerten Typs „Ai“ 24 Fahrgästen Platz. Beim folgenden Typ „B“ war der Motor bereits in den Innenraum integriert. 1934 erhielten einige der Triebwagen, die teilweise mit einachsigen Beiwagen verkehrten, neue „stromlinienförmige“ Karosserien, mindestens einer wurde in einen fensterlosen Gütertriebwagen umgebaut. Die Fahrzeuge liefen auch bei sechs weiteren französischen Bahngesellschaften.

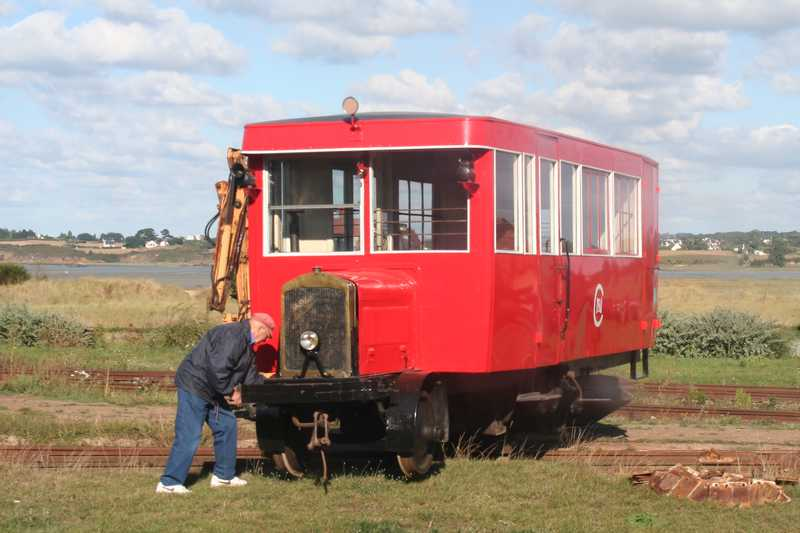
JM4 der Chemins de fer des Côtes-du-Nord beim Drehen des Fahrzeugs

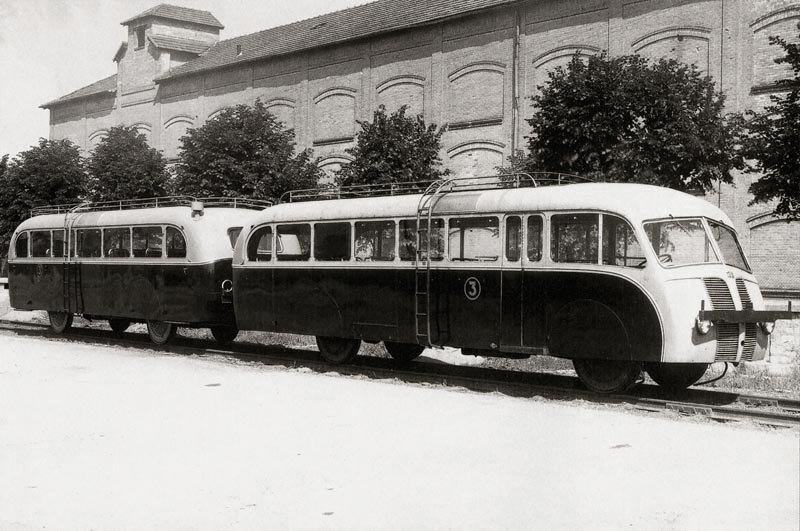
„Autocar sur rails“: Autorail Floirat X 5700

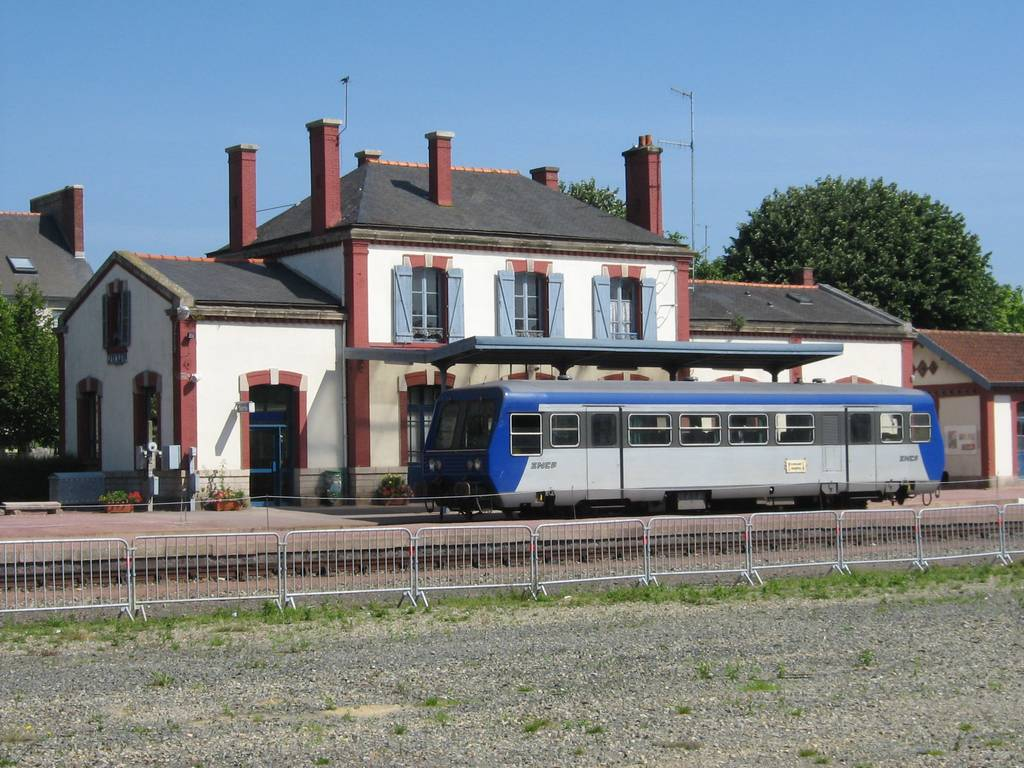
Ein A2E von Soulé

Weitere frühe Beispiele stellen die Baureihen JA, JM1, JM2, JM3 und JM4 in Einrichtungsbauweise in der Art der Hauben-Autobusse mit der Achsfolge 1A sowie die Baureihen JB und KG (letztere in der Art eines Frontlenker-Autobusses) mit der Achsfolge 2'A, d. h. einer Art vorlaufendem Drehgestell (Tartary-De-Dion-Spurführungssystem) und einer nachlaufenden angetriebenen Achse, dar. Sie wurden von De Dion-Bouton in den Jahren 1923 bis 1932 gebaut. Der in zehn Exemplaren für acht Bahnen gebaute JA stellte in vielerlei Hinsicht eine Kopie des Tartary A dar. Die insgesamt 66 Triebwagen der JM-Baureihen erhielten u. a. ein verstärktes Fahrgestell und eine unter dem Wagenboden angebrachte Drehvorrichtung, sie konnten zweiachsige Beiwagen ziehen.
In frankophonen Sprachgebieten, so auch in Frankreich, gibt es keinen gängigen adäquaten Begriff zur deutschen Bezeichnung Schienenbus. Schienenbusse, Leichttriebwagen sowie Triebwagen mit thermischem Antrieb werden in der Regel als autorail bezeichnet. Vereinzelt, beispielsweise bei der SNCF-Baureihe X 5700 (Autorail Floirat), wird auch der Begriff „autocar sur rails“ verwendet. Hierbei handelt es sich um ein Fahrzeug, das praktisch in gleicher Bauweise auch im Straßenverkehr eingesetzt wurde.
Im geschichtlichen Kontext existiert diesbezüglich der Begriff Micheline, auch wenn es sich nicht um eigentliche Michelin-Triebwagen gehandelt hatte.
Obwohl insgesamt nur in etwas mehr als 100 Exemplaren gebaut, fanden in Frankreich und seinen Einflussgebieten über Jahrzehnte hinweg, die vom Reifenhersteller Michelin in Zusammenarbeit mit mehreren Bahngesellschaften entwickelten mit luftgefüllten Reifen ausgerüsteten Micheline-Schienenbusse eine weite Verbreitung. Die Michelines gab es unter anderem in fünf-, sechs-, acht- und zwölfachsiger Ausführung. Weitere Hersteller von französischen Schienenbussen waren Saurer, Berliet, De Dion-Bouton, Verney und Renault.
Bald nach dem Zweiten Weltkrieg wurden zehn Floirat-Straßenbusse zu Schienenbussen umgebaut. In 63 Exemplaren entstand die zweiachsige Baureihe X 5600, die wie die vierachsigen „Picassos“ (Baureihe X 3800) einen asymmetrisch angeordneten, erhöhten Fahrstand aufwies. Für die von den CFTA in der Bretagne betriebenen Strecken lieferte Soulé 1990 drei innovative zweiachsige Triebwagen des Typs A2E, die aber keine Nachfolger fanden.

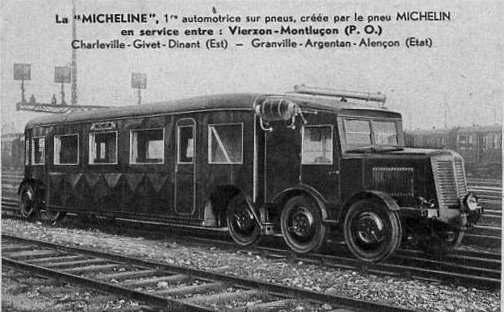
Fünfachsige Einrichtungs-Micheline des Typs 11
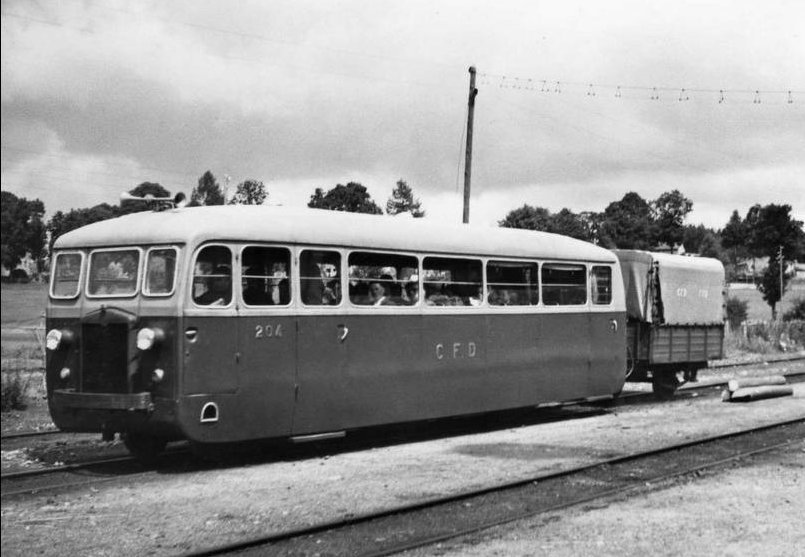
Einrichtungstriebwagen des Typs ND von De Dion-Bouton der Chemins de Fer Départementaux
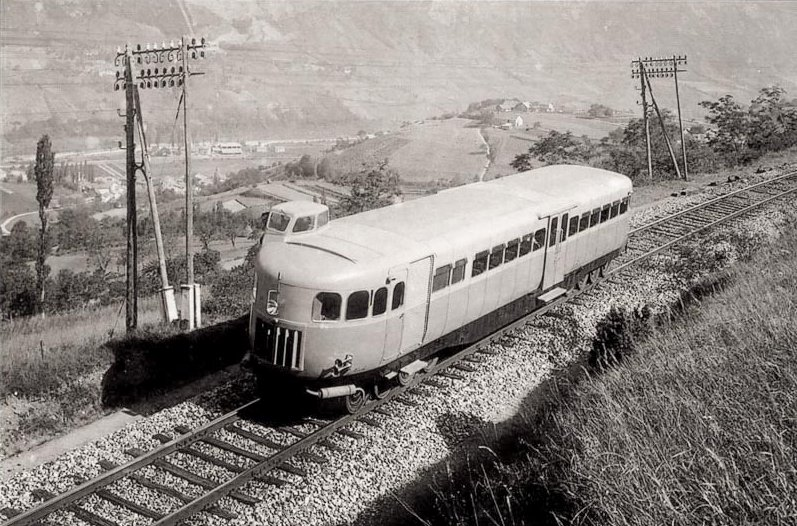
Achtachsige Micheline des Typs 21
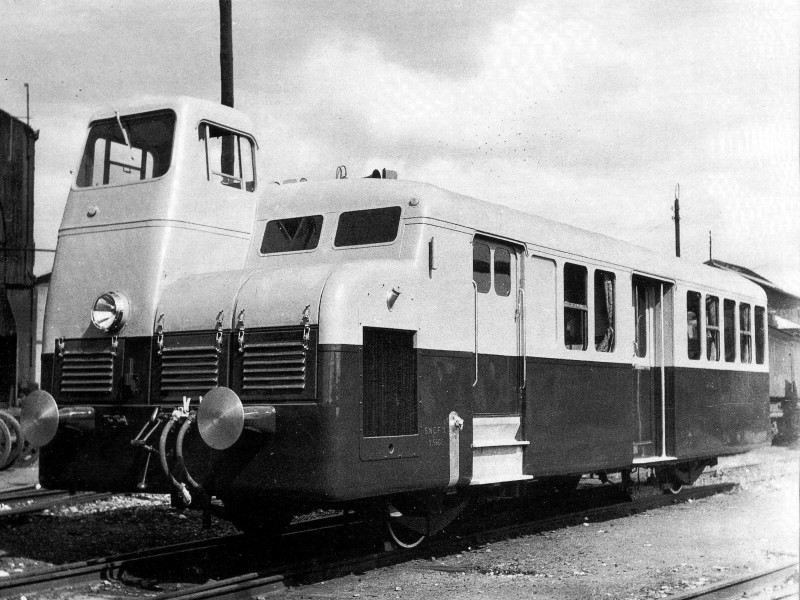
Ein X 5600 der ersten Serienlieferung

#### Großbritannien

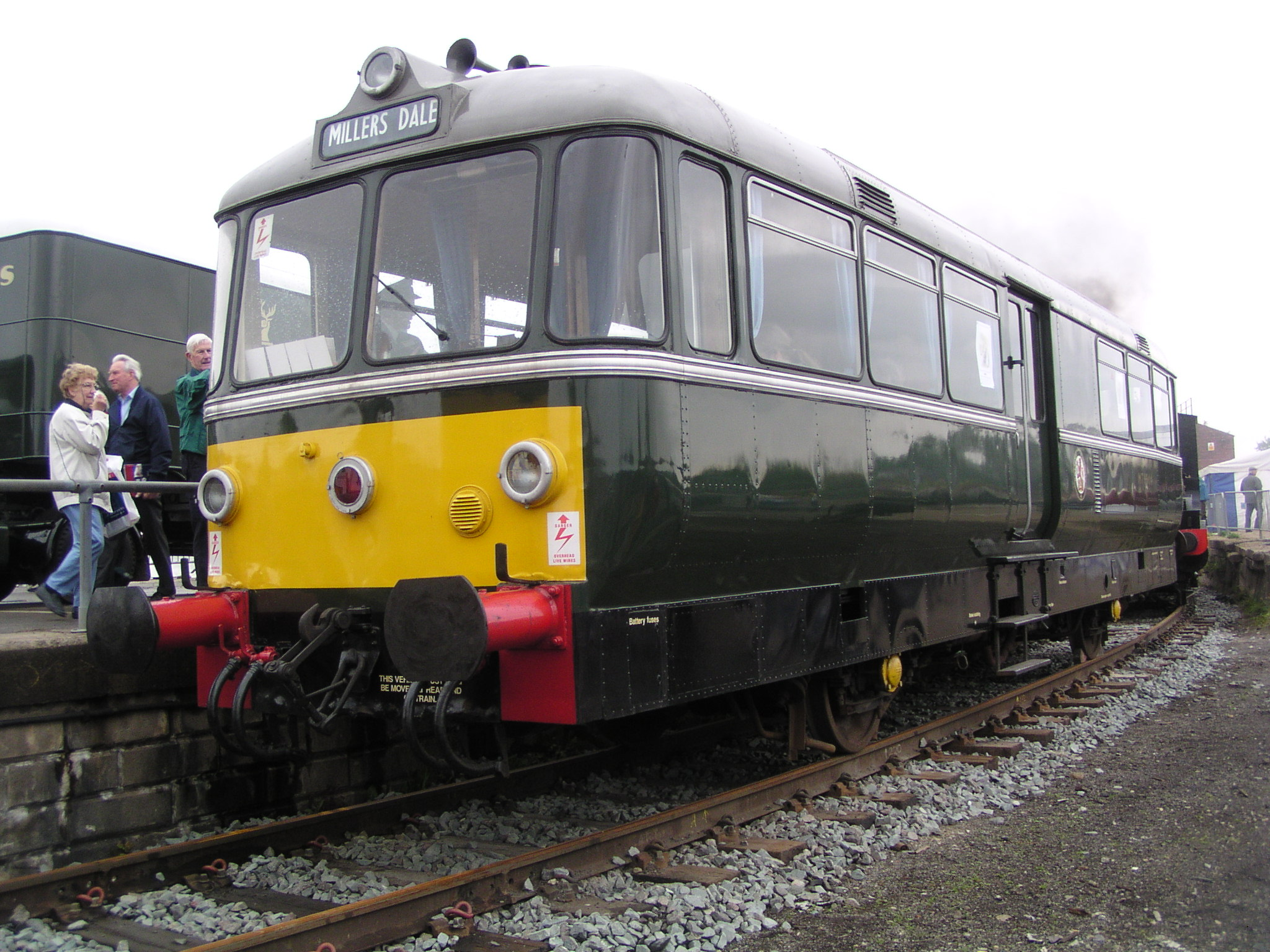
Ehemaliger Uerdinger-Railbus der British Rail

Schienenbusse existierten in Großbritannien bereits in den 1920er Jahren. Die Derwent Valley Light Railway (DVLR) stellte 1924 zwei auf einem Ford-LKW-Fahrgestell aufgebaute Fahrzeuge in Dienst, die 1926 nach Irland verkauft wurden.
Bereits ab 1958 gab es erneut kleine Serien von Schienenbussen. Darunter waren fünf in Deutschland gebaute Fahrzeuge, die weitgehend dem Uerdinger Schienenbus entsprachen, jedoch der britischen Fahrzeugbegrenzungslinie angepasst waren. Weitere Abweichungen vom deutschen Modell waren unter anderem der Mitteleinstieg und das Zielschild unterhalb der Stirnlampe. Die von WMD in Donauwörth für British Rail gebauten Triebwagen wiesen, im Gegensatz zu ihren britischen Pendants, normale Zug- und Stoßvorrichtungen auf. Vier der fünf Fahrzeuge blieben erhalten, darunter Nr. 79964 bei der Keighley and Worth Valley Railway von Keighley nach Oxenhope in West Yorkshire.
Nach einigen ab 1976 entwickelten Prototypen der zweiten Generation wie dem zweiachsigen BRE-Leyland Railbus R3 wurden in den Jahren 1984 bis 1987 die als Pacer bezeichneten zwei- und dreiteiligen Baureihen 140 bis 144 beschafft. Mit der Anwendung technischer Lösungen aus dem Busbereich sollten auf Nebenstrecken Kosten eingespart werden. Anders als in anderen Ländern sind britische Schienenbusse aufgrund der höheren Bahnsteige ebenso hoch gebaut wie andere Schienenfahrzeuge. Als nachteilig haben sich die schlechten Laufeigenschaften der zweiachsigen Fahrwerke erwiesen. Die auf zwanzig Jahre Lebensdauer ausgelegten Triebwagen sind teilweise noch im Einsatz. Sie sollen bis 2019 ausgemustert werden.

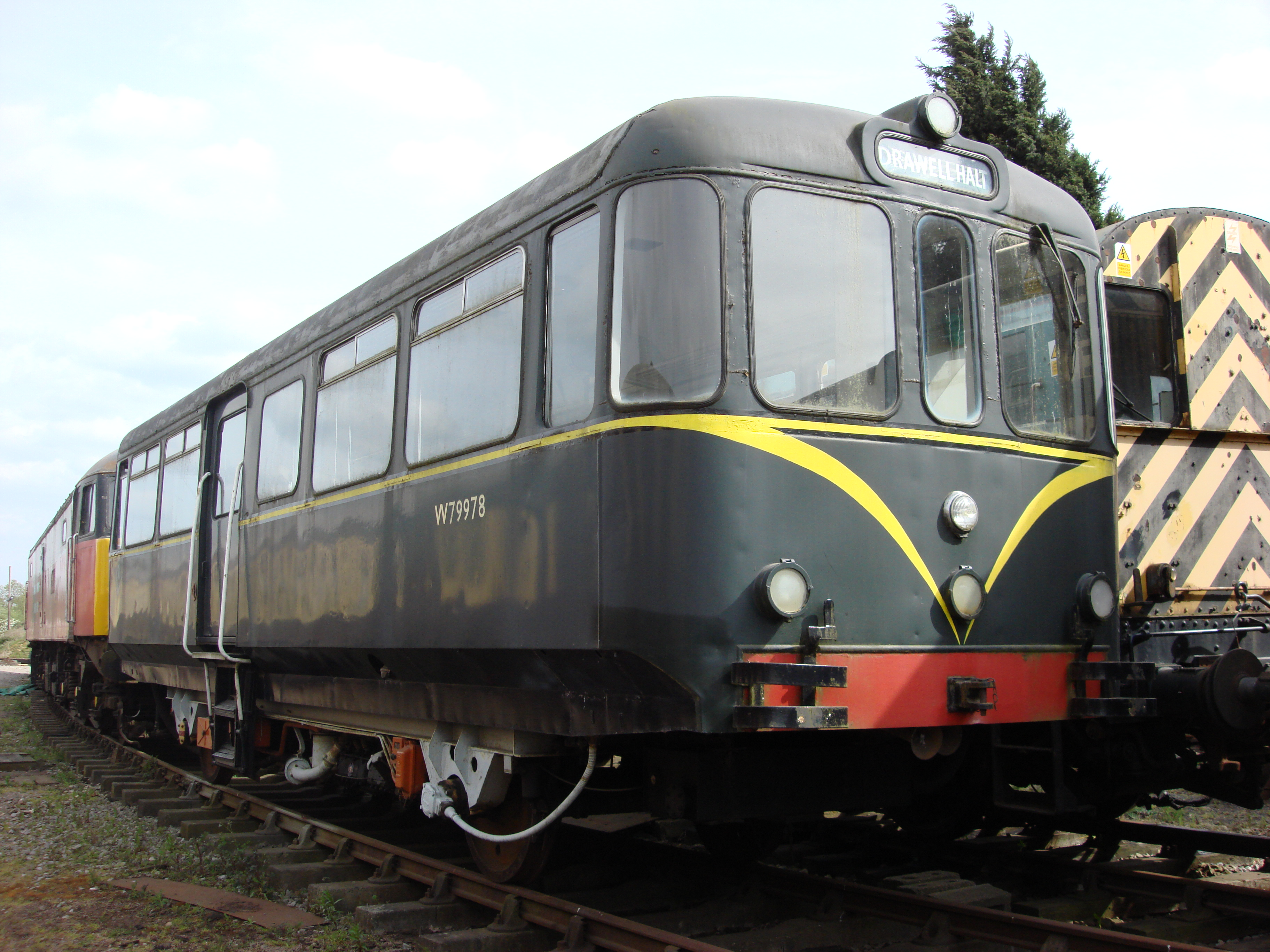
Railbus bei der Colne Valley Railway
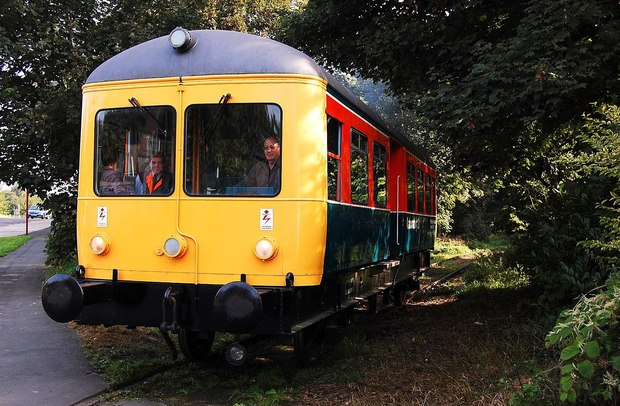
Railbus bei der Leeds Middleton Railway
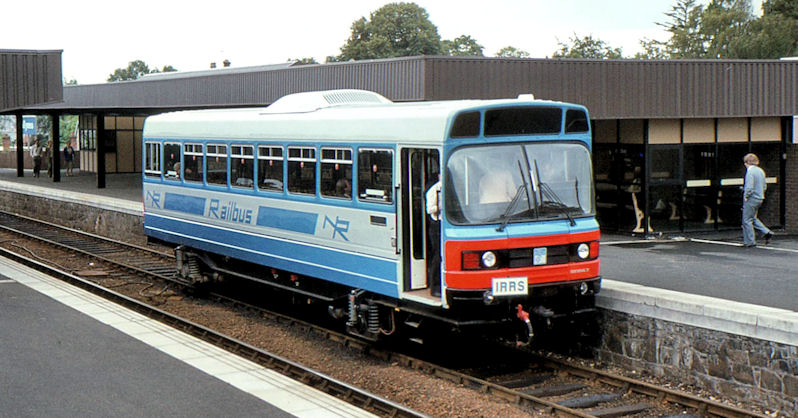
R3 der Northern Ireland Railways (NIR) in Ballymena, 1982
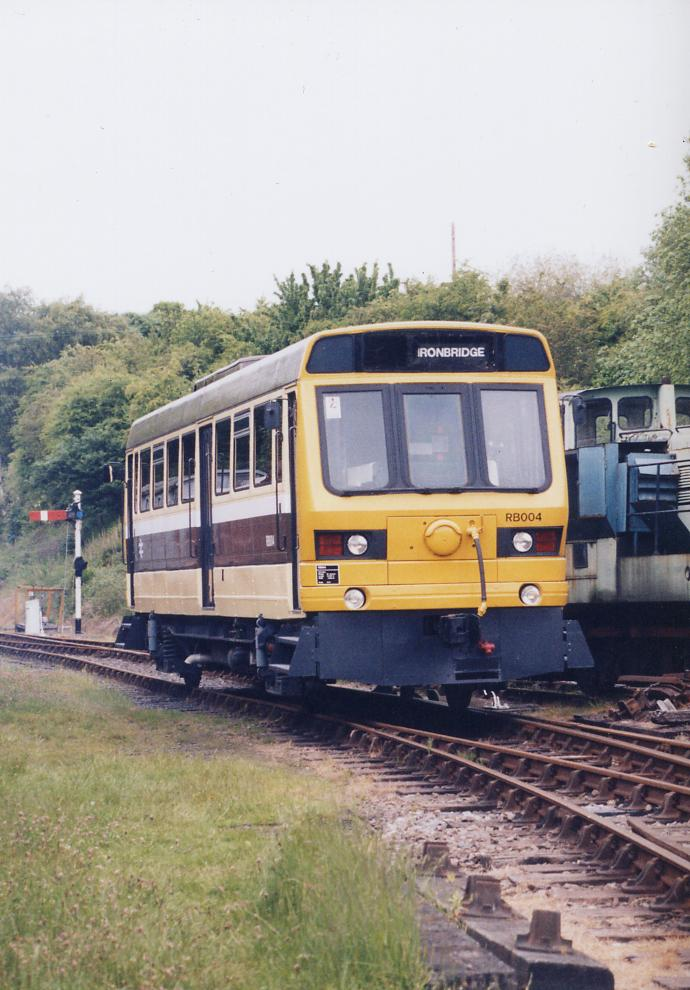
RB004 bei der Telford Steam Railway

#### Irland

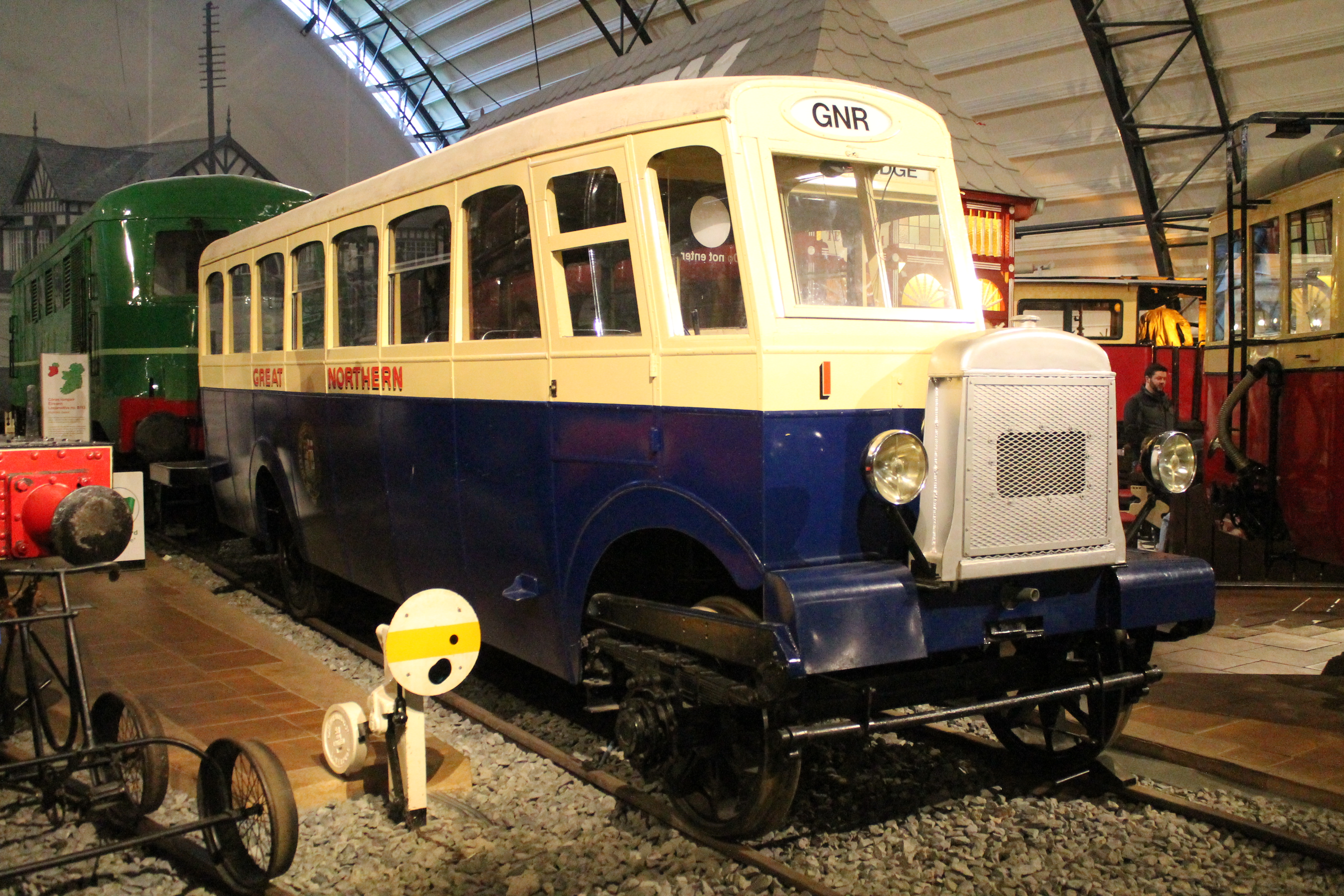
Railbus der GNR im Ulster Folk and Transport Museum

Die Bahngesellschaft Great Northern Railway (GNR) baute in den 1930er Jahren eine Serie von Schienenbussen, u. a. auch für andere Gesellschaften wie die Sligo, Leitrim and Northern Counties Railway (SL&NCR). Die Fahrzeuge waren für den Schienenverkehr adaptierte Straßenbusse, die ähnlich den französischen Michelines mit gasgefüllten Gummireifen (Howden-Meredith patent wheels) auf den Schienen liefen. Die Vorderachsen erhielten später normale Eisenbahnräder, um die Stromkreise der Signalisation beeinflussen zu können.
Auch Schmalspurbahnen setzten aus Straßenbussen abgeleitete Fahrzeuge ein. Bereits 1926 beschaffte die County Donegal Railway (CDR) zwei gebrauchte, zweiachsige benzinbetriebene Schienenbusse von der englischen Derwent Valley Light Railway (DVLR) und spurte sie um. Sie standen bis 1934 im Dienst. 1930 entstand bei der GNR in Dundalk mit dem Schienenbus Nr. 7 für die CDR der erste dieselgetriebene Triebwagen, der auf den britischen Inseln lief.

### Südeuropa

#### Spanien

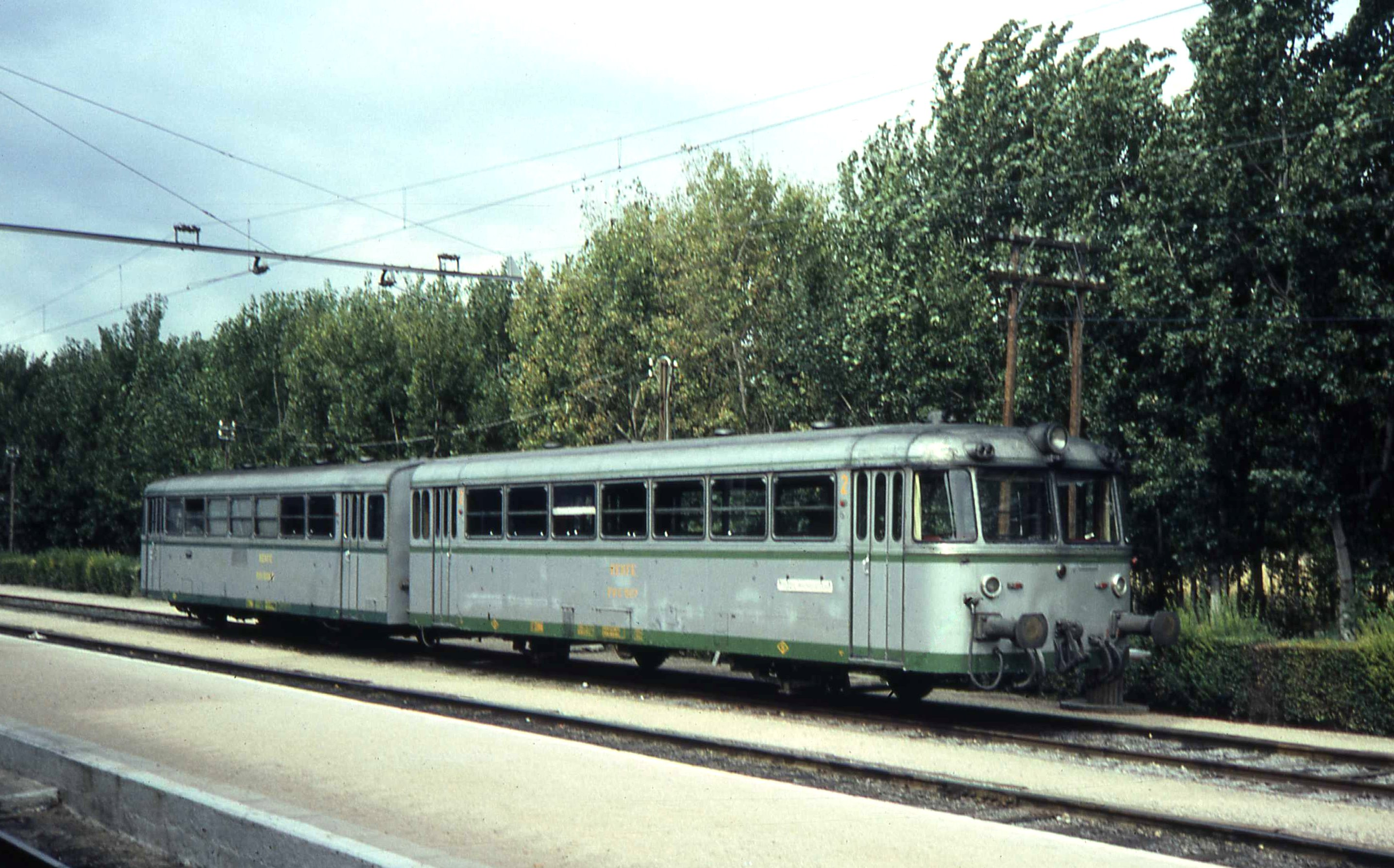
Zweiteiliger Ferrobús der RENFE, 1981

Ein erster Schienenbus wurde 1933 als Autovía nº 1 an den Ferrocarril de Valencia a Villanueva de Castellón geliefert, im Jahr darauf erhielt er die Betriebsnummer 4. Das schmalspurige, dreiachsige Einrichtungsfahrzeug wies unter dem Vorbau einen von Junkers lizenzierten, 75 PS leistenden Dreizylindermotor auf. Die Triebwagen 2, 3 und 5 folgten 1934, im selben Jahr wurden alle vier Fahrzeuge als 102 bis 105 umgezeichnet. Sie konnten Beiwagen ziehen, 1935 kam der stärker motorisierte Triebwagen 106 hinzu. Ebenfalls aus den 1930er Jahren stammten die meterspurigen Schienenbusse – mit in den Innenraum integrierten Motoren – der Typen A-1 (elf Fahrzeuge, davon ein Gütertriebwagen) und A-2 (zwei Fahrzeuge) des Ferrocarril de Villena a Alcoy y Yecla (VAY). Die äußerlich einander ähnlichen Fahrzeuge entstanden sämtlich in den Werkstätten der VAY. Von den A-1 gelangten 1974 sieben Triebwagen zu den Ferrocarriles de Vía Estrecha (FEVE).
Die spanische Staatsbahn Red Nacional de los Ferrocarriles Españoles (RENFE) hatte 1954 für ihr Breitspurnetz (Spurweite 1676 Millimeter) bei der Waggonfabrik Uerdingen einen dreiteiligen Zug erworben, bestehend aus einem zweimotorigen Trieb- und zwei Beiwagen. Wie der VT 95 besaß er leichte Scharfenbergkupplungen, die meisten Seitenfenster waren jedoch als Übersetzfenster ausgebildet. Die oberen Drittel des Toilettenfensters und der Stirnfenster waren klappbar. Die Achsstände der beiden Beiwagen betrugen 6 Meter.
Uerdingen hatte bereits 1953 einen Gliedertriebzug mit Faltenbalg-Übergängen entworfen, von denen die RENFE 1962 aus Deutschland 15 Züge erhielt. Anfang 1963 wurden nochmals 15 derartige Züge geordert, die bis Januar 1964 ausgeliefert wurden. 30 baugleiche Züge entstanden in der Zwischenzeit in einheimischer Fabrikation in Lizenz. Es handelte sich um Kompositionen aus einem Trieb- und einem Steuerwagen auf Basis des VT 98 mit jeweils nur einem Führerstand und einem antriebslosen Beiwagen in deren Mitte. Die Züge hatten Übersetzfenster sowie Klappfenster in den Frontscheiben und konnten aufgrund der normalen Zug- und Stoßvorrichtungen mit anderen Eisenbahnwagen gekuppelt werden. Alle Triebwagen besaßen anfangs Motoren des Typs Büssing U 10.
Nach 1966 beschaffte die RENFE weitere Halbzüge der Reihung VT-VM und einzelne VT, darunter 30 bei der Waggonfabrik Uerdingen. Auf die Klappfenster in den Frontscheiben wurde fortan verzichtet. Insgesamt wurden es 229 Triebwagen (VT), 136 Mittelwagen (VM) und 101 Steuerwagen (VS), die als VT-VM-VS oder VT-VM-VT gereiht wurden. Die meisten Mittelwagen wurden in den 1970er Jahren zu Steuerwagen umgebaut. Es wurden mehr und mehr zweiteilige Züge eingesetzt, aber auch 20 Vierwagenzüge gebildet.
Die spanischen Schienenbusse wurden zeitweise im zuschlagpflichtigen Eilzugverkehr über Distanzen von mehr als 300 Kilometern eingesetzt. Ihr planmäßiger Dienst endete im Jahr 1991, zwei für das Eisenbahnmuseum Saragossa aufgearbeitete Züge kamen bis 1992 vorübergehend noch einmal bei einer regionalen Bahngesellschaft zum Einsatz.

#### Portugal

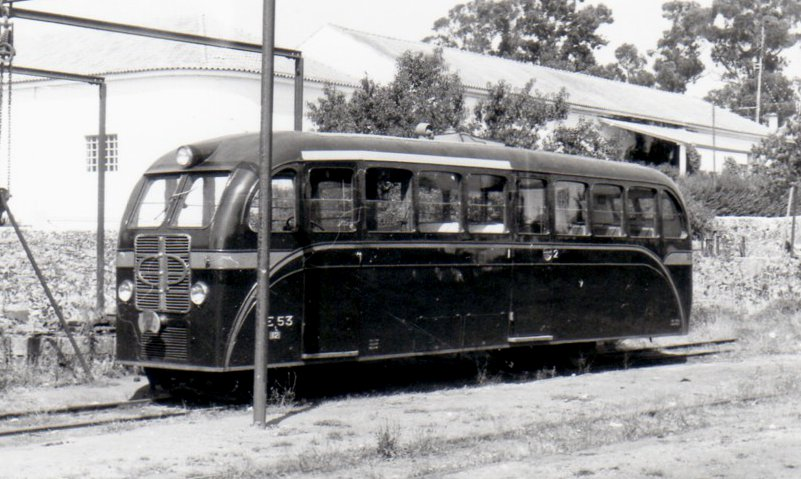
Portugal: Einrichtungs-Schienenbus der Baureihe MEyf

Aus drei Straßenbussen der französischen Firma Panhard entstanden Anfang der 1940er Jahre die drei Schienenbusse AR 101 bis 103 für die Linha do Vouga. Die Front der meterspurigen Fahrzeuge erhielt ein Drehgestell, der vorn angebrachte Motor trieb über eine Lastwagen-Kardanwelle die Hinterachse an. Zunächst führten die mit einer Toilette ausgestatteten Triebwagen 23 Sitzplätze ausschließlich der 1. Klasse. Sie wurden in AMyf 101 bis 103 umbenannt, 1944 folgte mit AMyf 104 ein viertes Fahrzeug mit einem Chrysler-Ottomotor. Mit der Verstaatlichung der Strecke 1946 kamen sie zu den CP und erhielten – nachdem 1947 ein fünftes Exemplar in Betrieb gegangen war – die Nummern MEyf 51 bis 55. Später wurden alle Motoren durch Chevrolet-LKW-Motoren ersetzt. Bis 1979 waren sie im Einsatz, in den frühen 1980er Jahren wurden zwei der Triebwagen verschrottet.
16 Garnituren von Uerdinger Schienenbussen aus Trieb- und Steuerwagen verkaufte die spanische Staatsbahn 1979 und 1980 gebraucht nach Portugal, die letzten drei dieser Züge wurden bis 1985 eingesetzt.

#### Italien

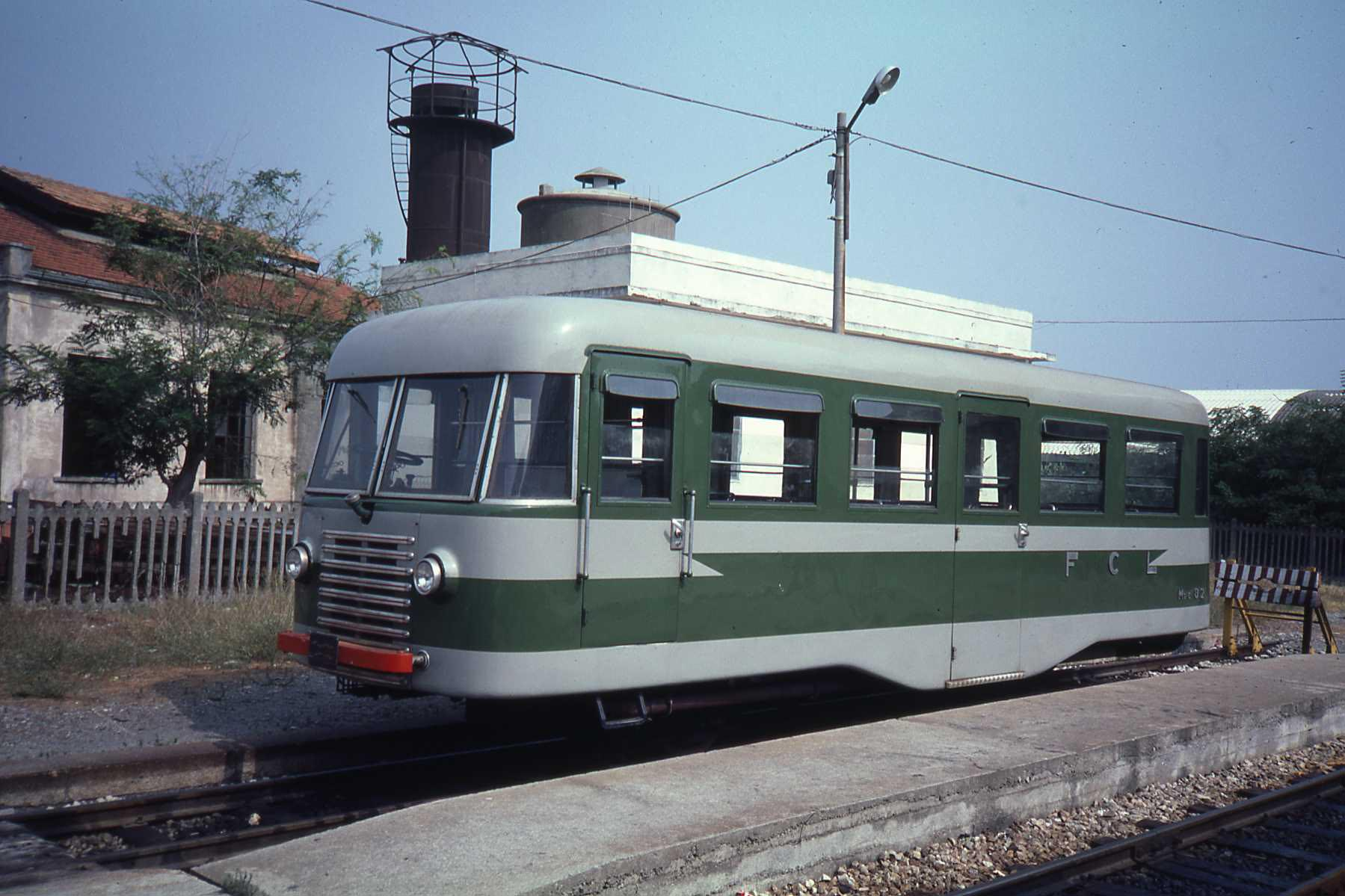
M1c Nr. 82 der MCL

Die Eisenbahngesellschaft Mediterranea-Calabro-Lucane (MCL) erwarb insgesamt 32 schmalspurige Schienenbusse der Baureihe M1 mit Dieselmotor. Die zweiachsigen Einrichtungsfahrzeuge für die Spurweite 950 mm wurden zwischen 1933 und 1953 in Form von vier Bauserien ausgeliefert, darunter zwei (mit Zusatz „c“ für cremagliera – Zahnstange) mit Zahnradantrieb. Die ersten 17 Triebwagen entstanden auf Lastwagenchassis von Officine Meccaniche (OM), die Aufbauten stammten von Carminati & Toselli.
Sieben Trieb- und vier Steuerwagen der Uerdinger Bauart liefen in Italien. Die von der Firma Macchi-Fer in Varese in Lizenz gebauten Fahrzeuge entsprachen weitgehend dem VT 98, waren jedoch einmotorig. Die als ALn 1201–1205 bezeichneten Triebwagen sowie die Steuerwagen RP 2001 und 2002 liefen bei der Azienda Consorziale Trasporti (ACT) in Reggio nell’Emilia, zwei Trieb- (AD 21 und 22) und zwei Steuerwagen (RP 221–222) bei den Ferrovie del Sud Est (FSE) im Bereich Bari.

#### Jugoslawien und Nachfolgestaaten

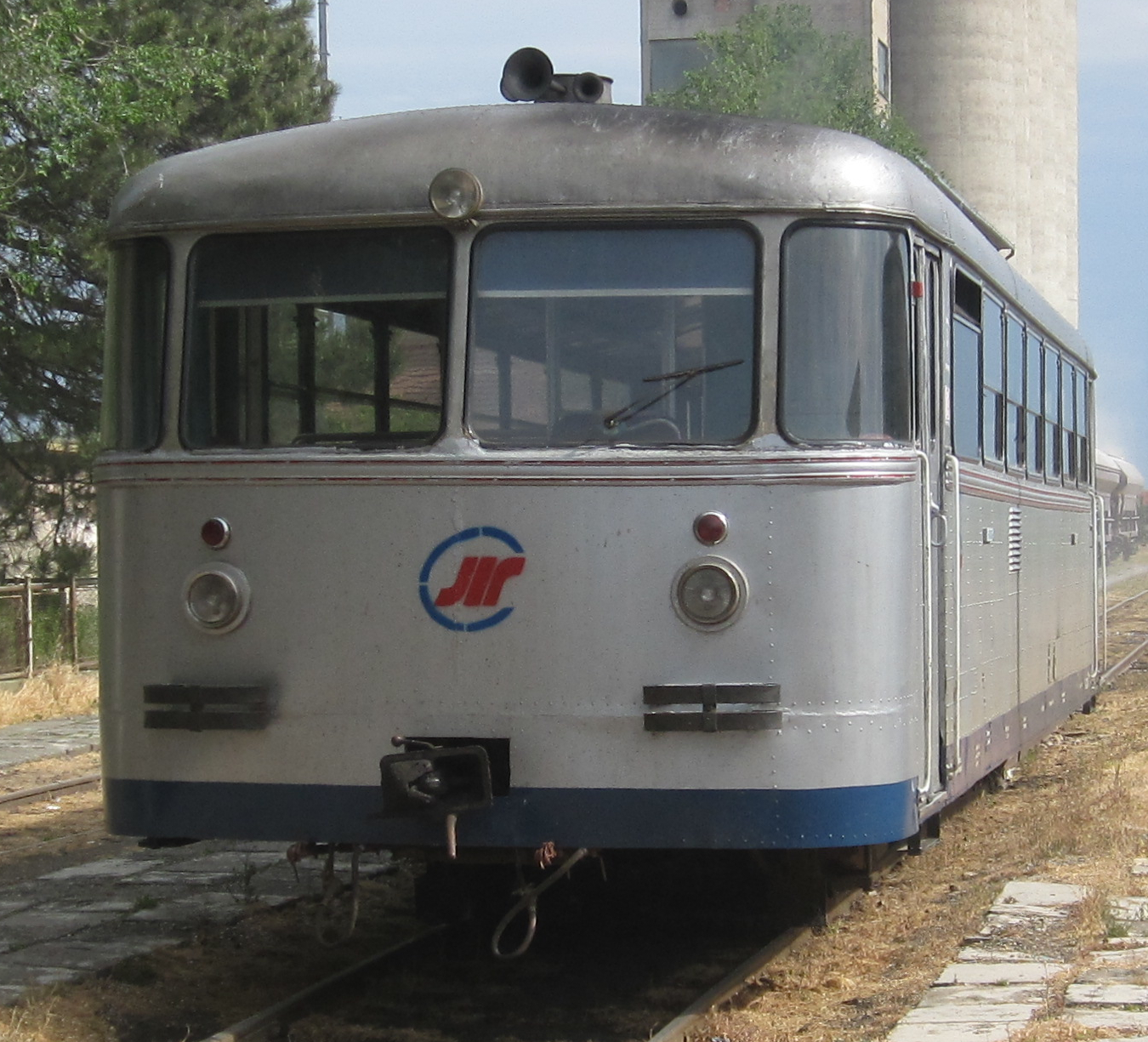
Šinobus von Gosa in Banatsko Miloševo, 2011

Angesichts des akuten Mangels an Triebwagen griff die jugoslawische Staatsbahn Jugoslovenske Železnice (JŽ) auf den Uerdinger Schienenbus zurück. Im Frühjahr 1955 erhielt sie aus Deutschland zehn Triebwagen, die der Baureihe VT 95 entsprachen und die Betriebsnummern Dmot 126 001 bis 009 erhielten. Die zehn passenden Beiwagen hatten, abweichend von der DB-Version, einen Achsstand von 6 Meter.
Da sich die als „Šinobus“ bezeichneten Fahrzeuge bewährten, wurden bis 1967 264 Trieb- und ebenso viele Bei- bzw. Steuerwagen nachbestellt. Diese wurden bei der Firma Gosa in Smederevska Palanka in Lizenz gebaut und – im Gegensatz zu den roten originalen Uerdingern – silbrig lackiert. Ihre Seitenfenster waren bis zur Hälfte herablassbar, die Zugänge mit einer zusätzlichen unteren Trittstufe versehen. Im Laufe der Zeit wurden sämtliche vorhandenen Beiwagen zu Steuerwagen umgebaut, die Baureihenbezeichnung änderte sich in B 812 (Triebwagen) bzw. B 818 (Steuer- und Beiwagen).
Im heutigen Serbien waren in der Vojvodina bis in die 2010er Jahre noch einige von ihnen im Einsatz.

### Nordeuropa

#### Dänemark

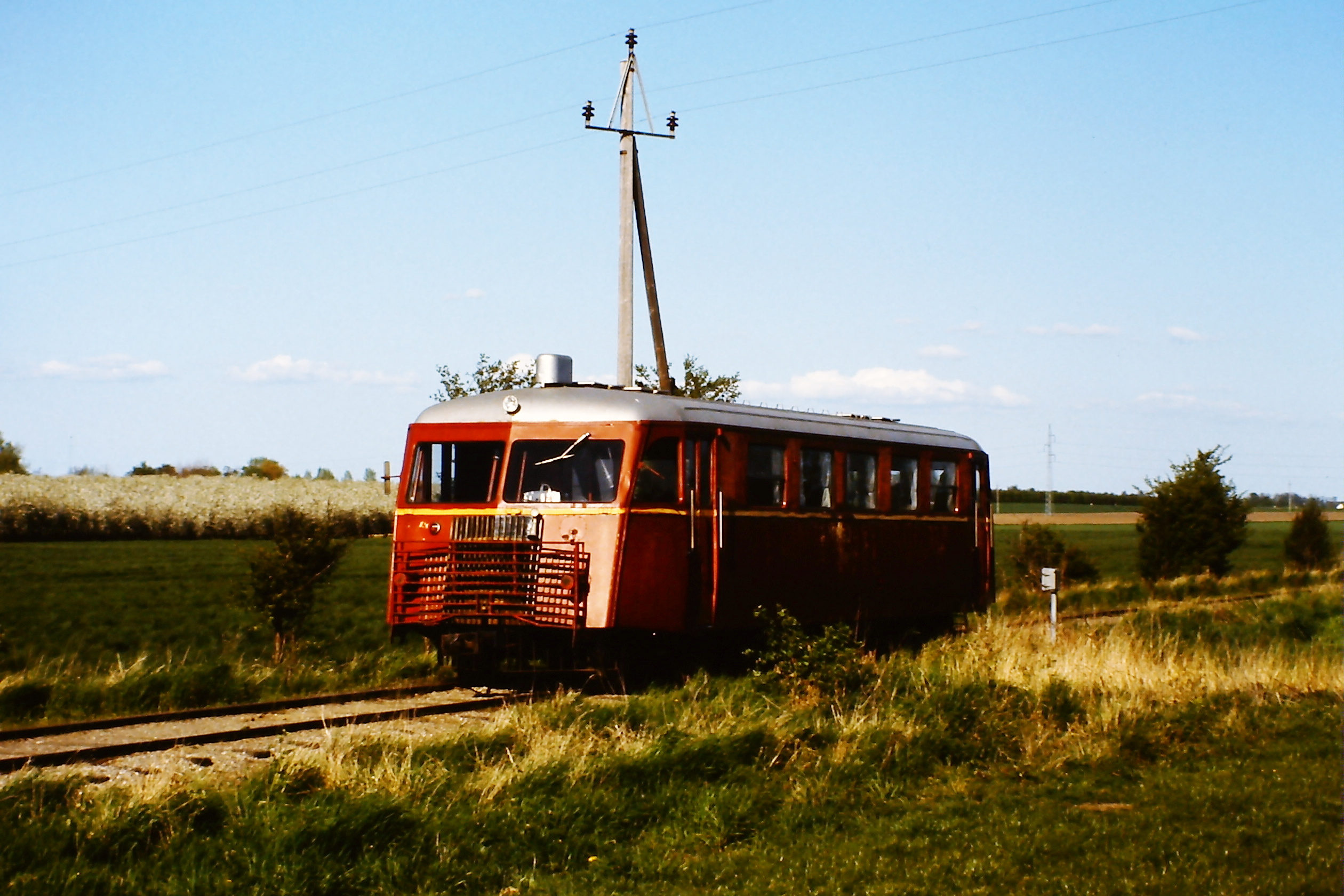
VGJ SM 6

Die Lokomotivfabrik und Waggonhersteller Scandia A/S in Randers hat für die dänischen Privatbahnen von 1947 bis 1952 Schienenbusse gebaut, die als Reihe SM bezeichnet wurden. Angetrieben wurden sie von dem Achtzylinder-Scania-Vabis-Dieselmotor D802 oder dem Frichs-Dieselmotor 8115cc. Ab 1949 wurde auch der Sechszylinder-Hercules-Dieselmotor eingebaut. Die Schaltung erfolgte mit einem mechanischen Vierganggetriebe und gebremst wurde mit Druckluft. Ein Schienenbus hatte 48 Plätze und war 14.200 mm lang. Überwiegend betrug sein Gewicht 13 t und die Höchstgeschwindigkeit 70 km/h. Bei einzelnen Schienenbussen gab es Abweichungen; beim Gewicht zwischen 12,9 und 14 t, bei der Geschwindigkeit von 60 bis 75 km/h. Die 1952 für die Lyngby - Nærum Jernbane gebauten 6 Schienenbusse hatten bei einer Länge von 14.280 mm 52 Plätze.

#### Schweden
Ab 1932 stellte Hilding Carlsson das in Schweden als Umeå-bussen bezeichnete Fahrzeug in vielen Exemplaren her. Dabei handelte es sich um einen Triebwagen, der aus einer blechverkleideten Holzkonstruktion bestand. In den 1950er Jahren wurde die Form mit rund ausgeführten Ecken modernisiert. Dieses Modell wurde komplett aus Metall gefertigt.
Von 1953 bis 1961 wurden insgesamt 378 leichte normalspurige Dieseltriebwagen der Baureihen Y6 und Y7 gebaut – ursprünglich YCo6 bzw. YBo6 und YBo7, einige später zu Y8 umgebaut. Sie wurden als „rälsbuss“ bezeichnet. Dazu kamen 321 Bei- und Steuerwagen. Ab 1955 wurden 30 elektrische Triebwagen gleicher Dimension gebaut, ursprünglich als YBoa6 und YBoa7, später als X16 und X17 bezeichnet. Sie wogen bei 55 Sitzplätzen nur 21 Tonnen und erreichten eine Höchstgeschwindigkeit von 110 km/h; die Dieselversion war zwei Tonnen leichter und erreichte 115 km/h. Bereits ab 1952 wurde die schmalspurige Version des Diesel-Schienenbusses als YCo5p gebaut und die NKIJ ließ einen elektrischen Schienenbuszug „rälsbusståg“ in zwei Exemplaren bauen, dessen drei Wagen zusammen 41 Tonnen wogen.

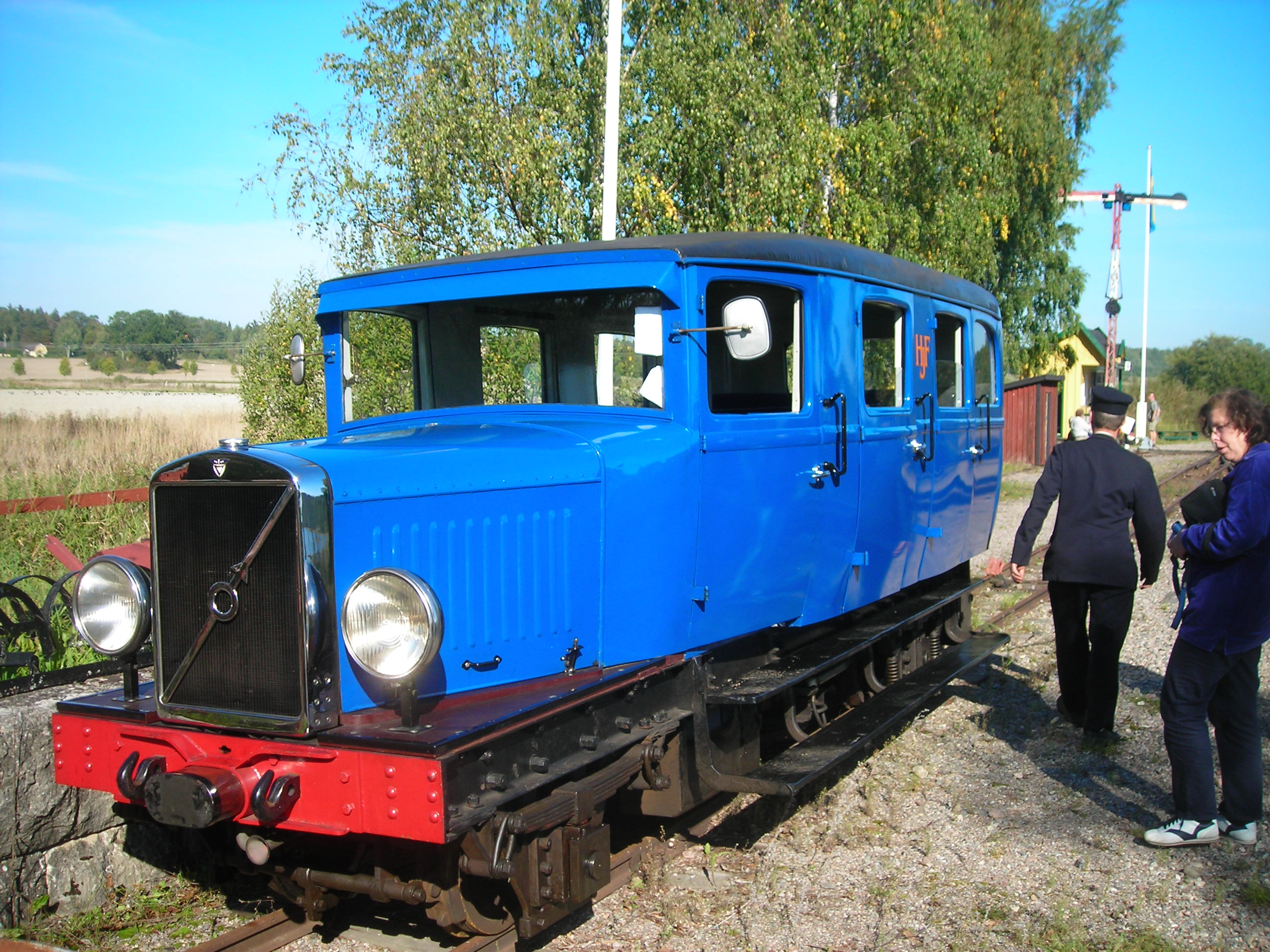
Schienenbus der Hällefors–Fredriksbergs Järnvägar (HFJ) bei der Museumseisenbahn Östra Södermanlands Järnväg
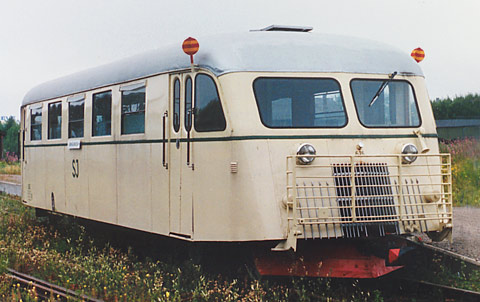
Schwedischer Hilding Carlsson-Triebwagen
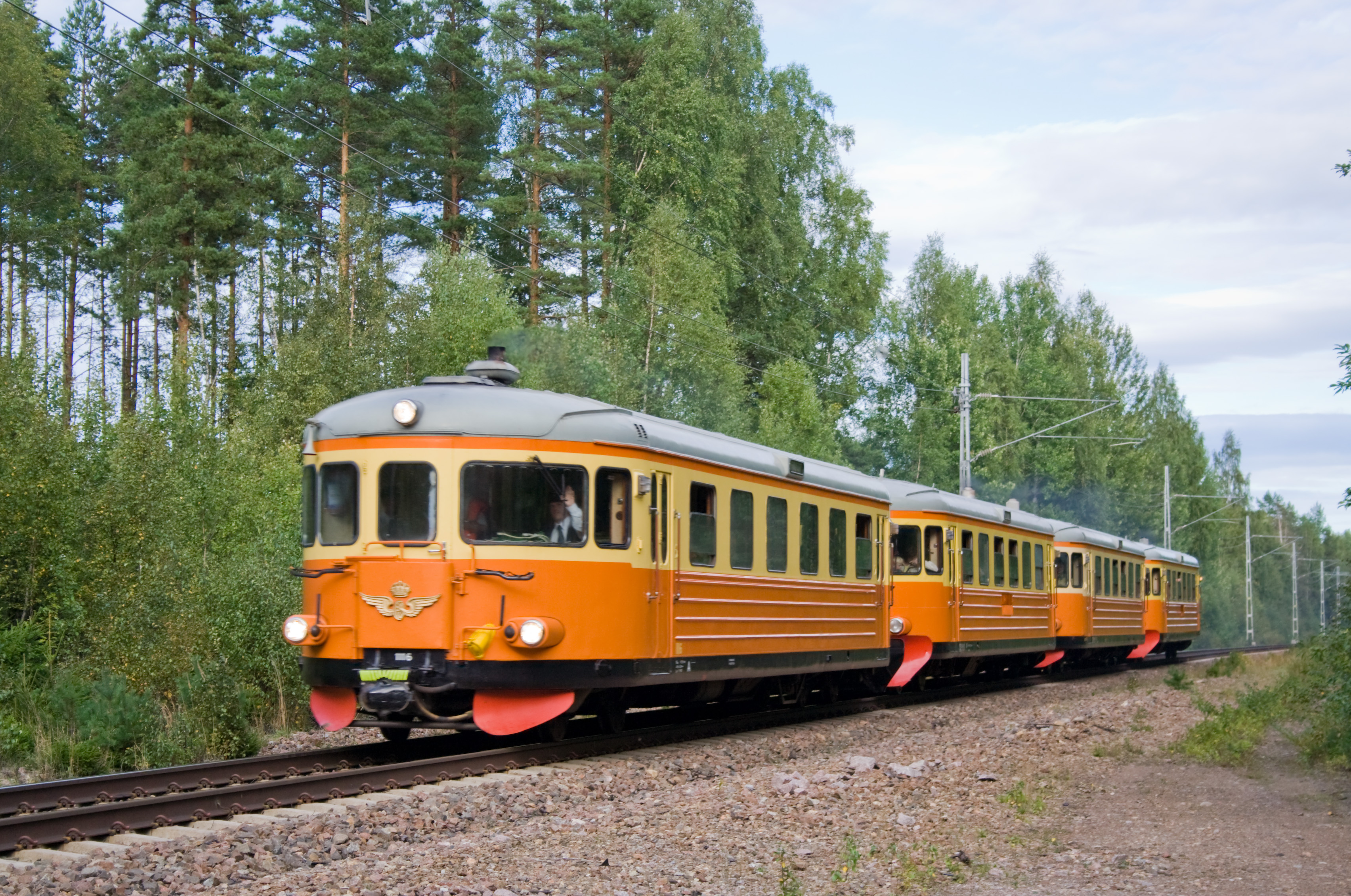
Triebwagen der Y-Serie

#### Finnland

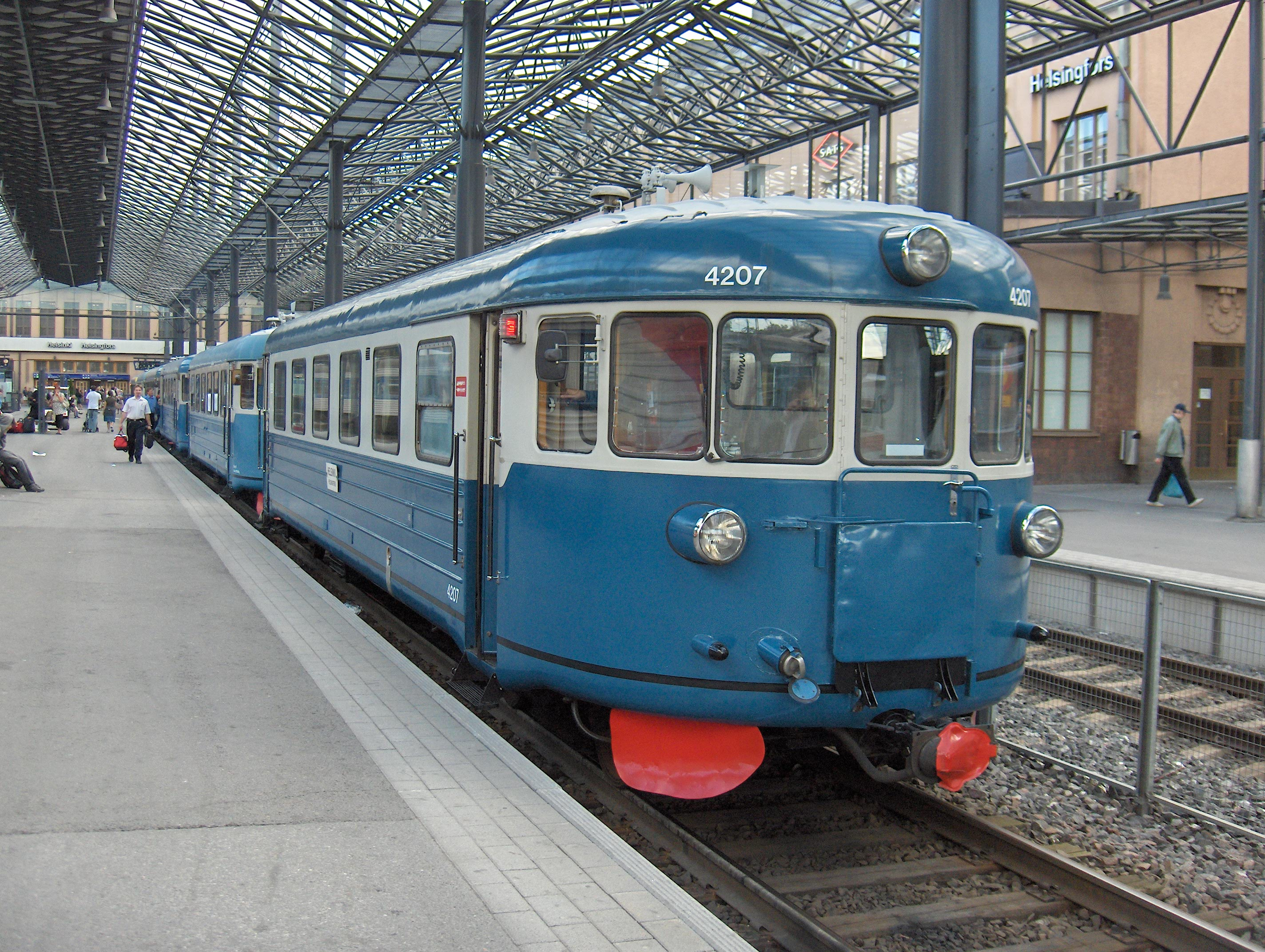
Finnischer Dm7 im Hauptbahnhof Helsinki

Die von Valmet nach schwedischer Lizenz erbauten „Kiskobussi“ der Vorserien-Baureihe Dm6 waren vierachsig und wurden 1954 geliefert. Die Züge der verbesserten Version Dm7 wurden von 1955 bis 1988 durch die finnische Staatsbahn Valtionrautatiet im Nahverkehr eingesetzt.

### Mitteleuropa

#### Tschechoslowakei und Nachfolgestaaten

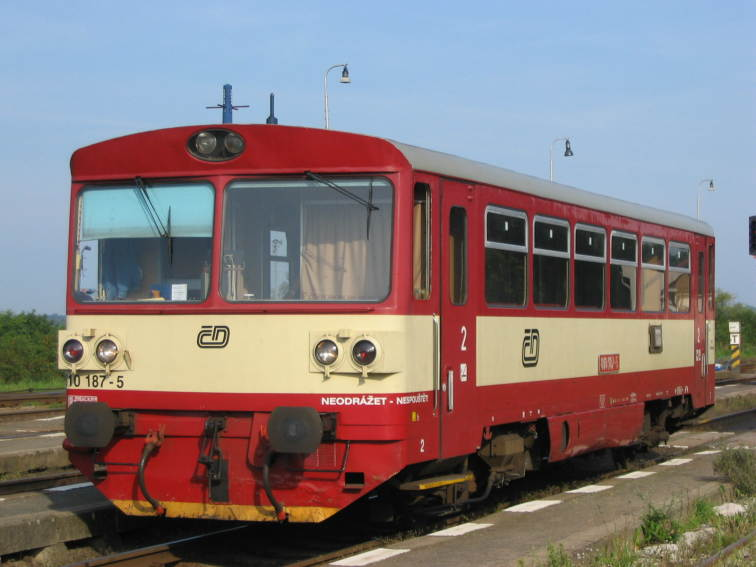
Schienenbus der ČSD-Baureihe 810

Die Tschechoslowakischen Staatsbahnen (ČSD) erwarben 1927 und 1928 zwei Bauarten von Schienenbussen, die auf umgebauten Omnibussen basierten. Die von den tschechoslowakischen Herstellern Škoda (ČSD M 120.001) und ČKD/Praga (ČSD-Baureihe M 120.1) gebauten Fahrzeuge bewährten sich. Sie wurden wegen ihrer bauartbedingten Nachteile nicht weiter beschafft.
Ab 1928 bezogen die ČSD von Tatra Triebwagen mit Mittelführerstand auf dem Fahrzeugdach, bei denen nur noch Motor und Getriebe aus dem Kraftfahrzeugbau stammten. Diese als Tatra-Turmtriebwagen bekannt gewordenen Fahrzeuge besaßen bereits überwiegend normale Zug- und Stoßeinrichtungen, sodass sie freizügig mit normalen Eisenbahnfahrzeugen gekuppelt werden konnten. Diese Entwicklungslinie wurde nach dem Zweiten Weltkrieg mit den Triebwagen der ČSD-Baureihe M 131.1 fortgesetzt. Jüngste Vertreter dieser Bauart sind die Triebwagen der ČSD-Baureihe M 152.0, heute Baureihe 810. Sie sind bis heute in Tschechien, der Slowakei und Ungarn – zum großen Teil modernisiert – im Einsatz.

#### Ungarn

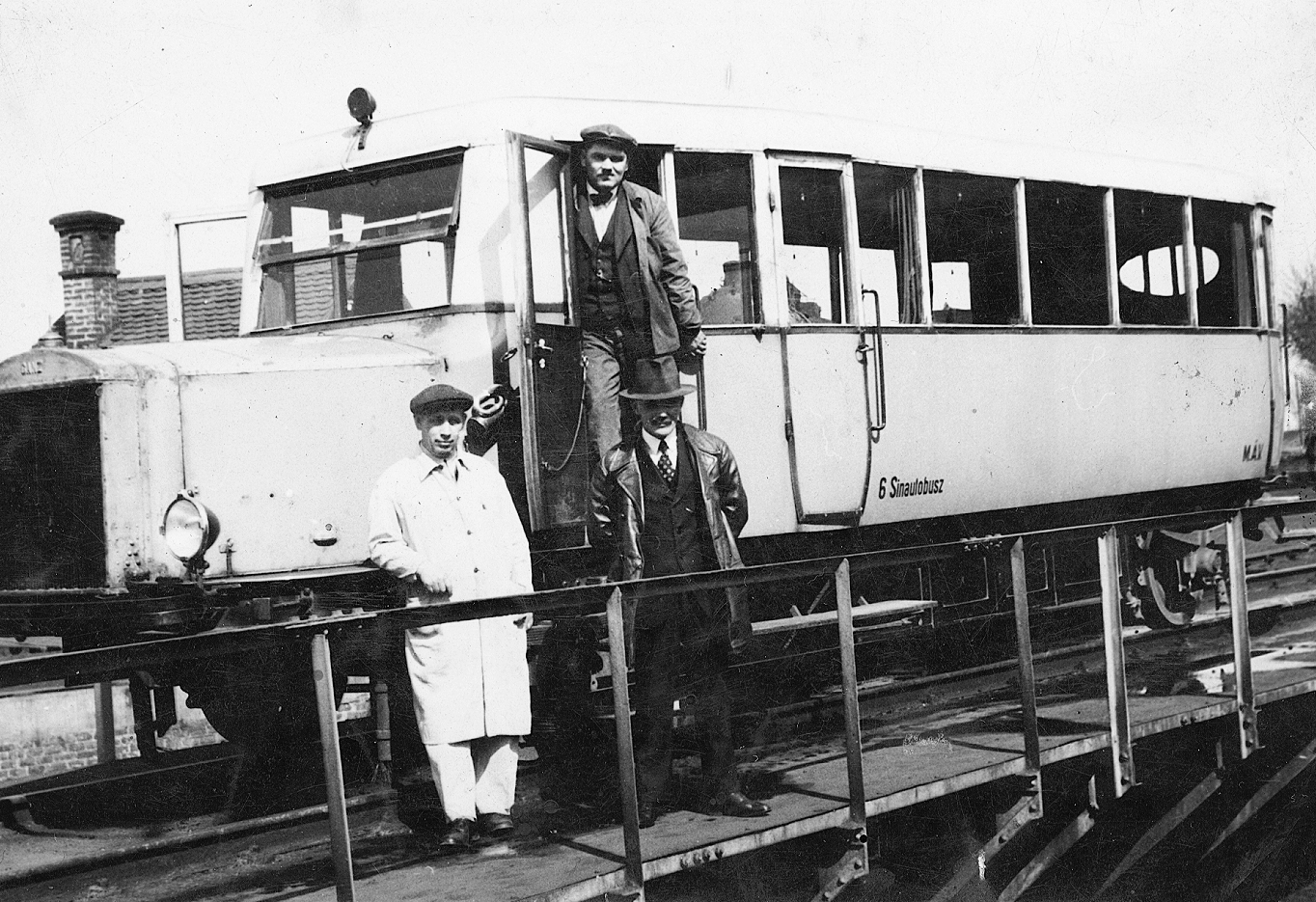
Zweiachsiger Schienenbus des DSA-Typs von 1925/26, 1941

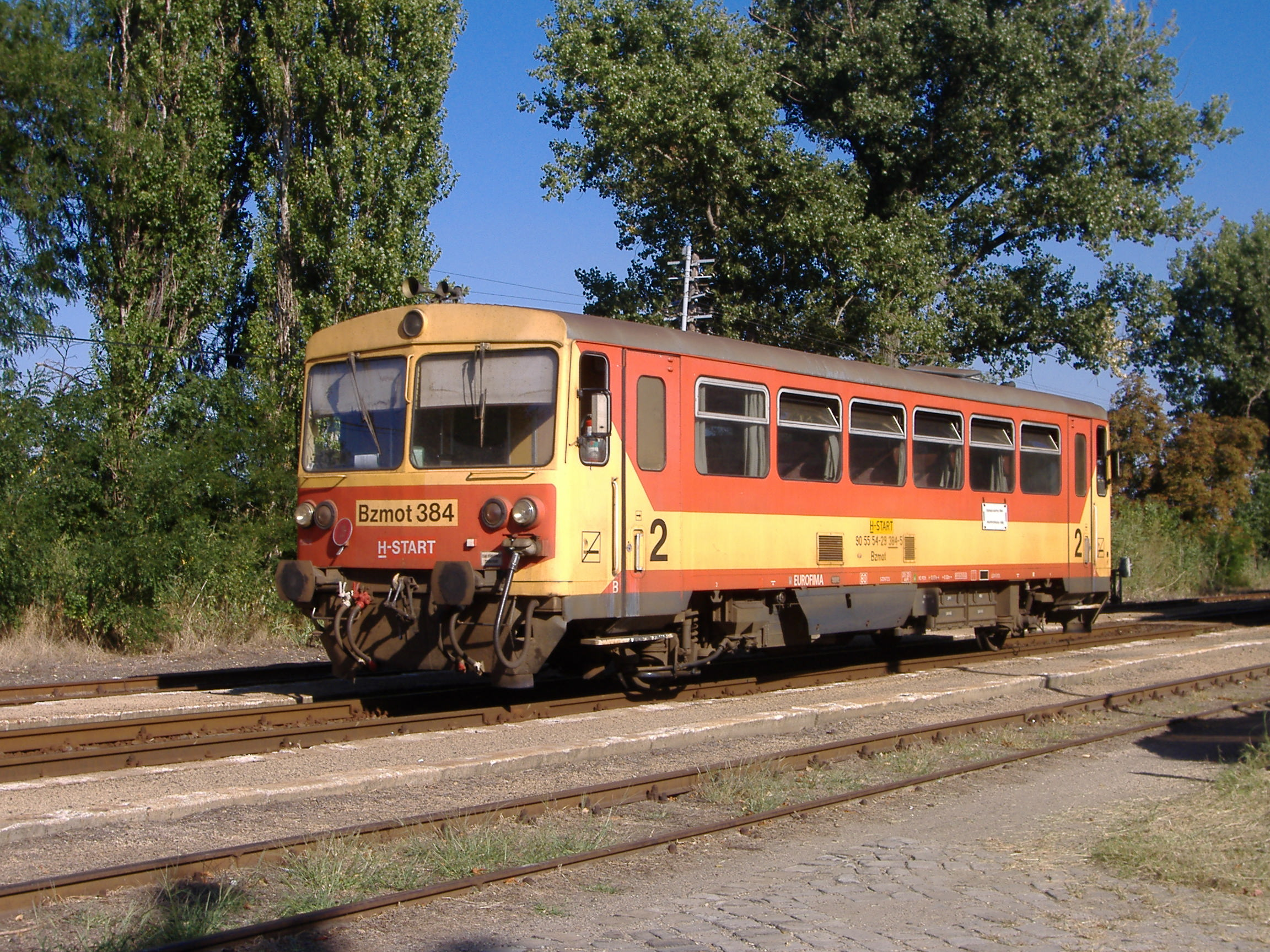
Triebwagen der MÁV-Baureihe Bzmot in Makó

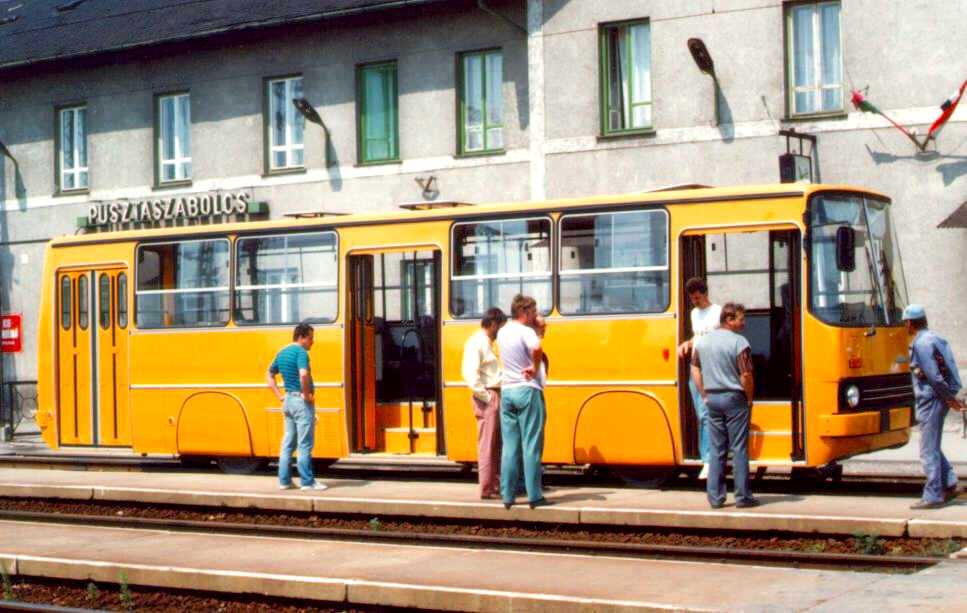
Für den Bahnbetrieb umgebauter Ikarus 260 während der Probefahrten im Bahnhof Pusztaszabolcs

In den Jahren 1925 und 1926 wurde in Ungarn eine kleine Serie von Schienenbussen für den Nahverkehr entlang des Plattensees gebaut. Die einem Straßenbus ähnelnden zweiachsigen Einrichtungsfahrzeuge der Duna-Száva-Adria Vasút (DSA) hatten einen Vierzylinder-Ottomotor von Ganz & Co., der die hintere Achse über eine Kardanwelle antrieb. Mit 5700 mm war der Achsenabstand der normalspurigen Triebwagen ungewöhnlich lang. Bei den beiden 1934 gebauten Triebwagen Bmot 7 und 8 war der Motor bereits in den Innenraum integriert.
Mit dem zwischen 1928 und 1931 gebauten Typ Bmot kamen fünf zweiachsige dieselmechanische Schienenbusse für den Zweirichtungsbetrieb zur DSA. Die zunächst als DSA 1–5 bezeichneten Triebwagen leisteten 70 PS, ihre Höchstgeschwindigkeit lag bei 75 km/h.
Unter der MÁV-Baureihe Cmot wurden bei der Magyar Államvasutak (MÁV) zweiachsige Triebwagen aus tschechoslowakischer Produktion eingereiht, die infolge des Zweiten Weltkriegs nach Ungarn gekommen waren. Sie gehörten zu den ČSD-Baureihen M 120.1 (Cmot 201–202), M 122.0 (Cmot 210–215), M 130.2 (Cmot 220–224), M 130.3 (Cmot 225), M 131.0 (Cmot 230–232) und M 242.0 (Cmot 250).
Die in den 1970er Jahren erworbenen Schienenbusse der Baureihe Bzmot wurden bei Vagonka Tatra in der Tschechoslowakei gebaut. Die zweiachsigen Triebwagen sind baugleich mit der ČSD-Baureihe M 152.0.
Zwei Prototypen einer Gemeinschaftsproduktion von Schienenbussen zwischen dem Bushersteller Ikarus und dem Schienenfahrzeughersteller Ganz-MÁVAG wurden in den 1980er Jahren als Bzmot 601 und Bzmot 602 im Netz der Ungarischen Staatsbahnen getestet und zusammen mit zehn Serienfahrzeugen nach Malaysia verkauft. 1995 wurde ein versuchsweise auf Eisenbahnräder umgebauter Stadtbus des Typs Ikarus 260 für den Einsatz auf Nebenbahnen getestet. Nach erfolglosen Probefahrten wurde das Fahrzeug wieder für den Einsatz im Stadtverkehr zurückgebaut.

## Entwicklungen auf anderen Kontinenten

### Nordamerika
In den USA wurde mit einem Railbus der New York Central Railways von 1908 vermutlich erstmals
ein „Schienenbus“ geschaffen, weitere ähnliche Fahrzeuge, die vor allem aus dem Lastwagenbau abgeleitet waren, folgten.
Ein Hersteller war die Firma Mack, die in Allentown im US-Staat Pennsylvania bereits in den 1920er Jahren Schienenbusse baute. Zur Eisenbahngesellschaft New Heaven Railroad kamen 1951 ein Prototyp und von 1954 bis 1957 weitere neun vierachsige Mack FDC Railbuses, von denen aber nur zwei im Raum Providence zum Einsatz kamen. Sechs dieser Fahrzeuge wurden an die Langreo-Bahn nach Nordspanien weiterverkauft.

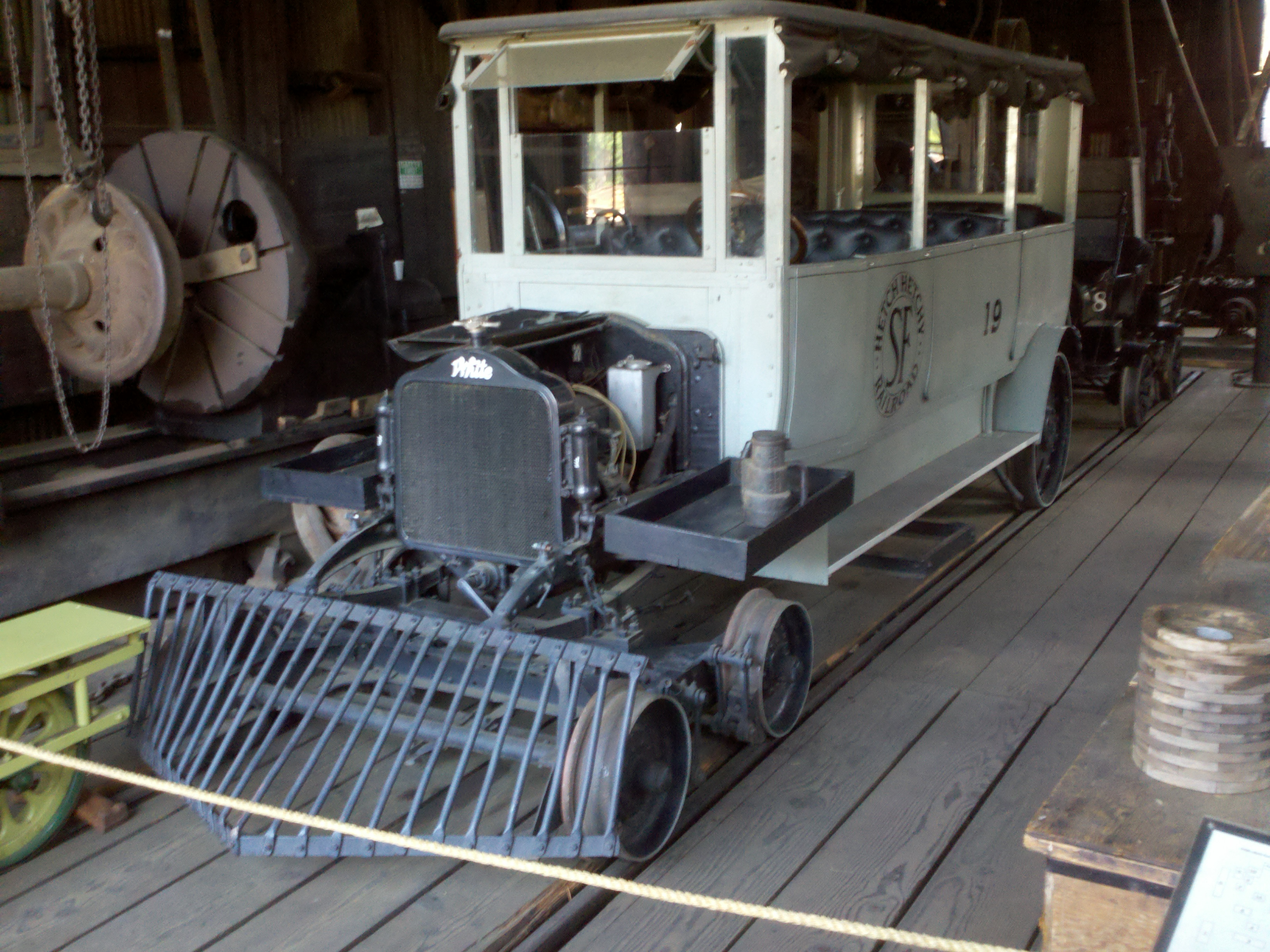
Hetch Hetchy Railroad Railcar No.19 von 1919
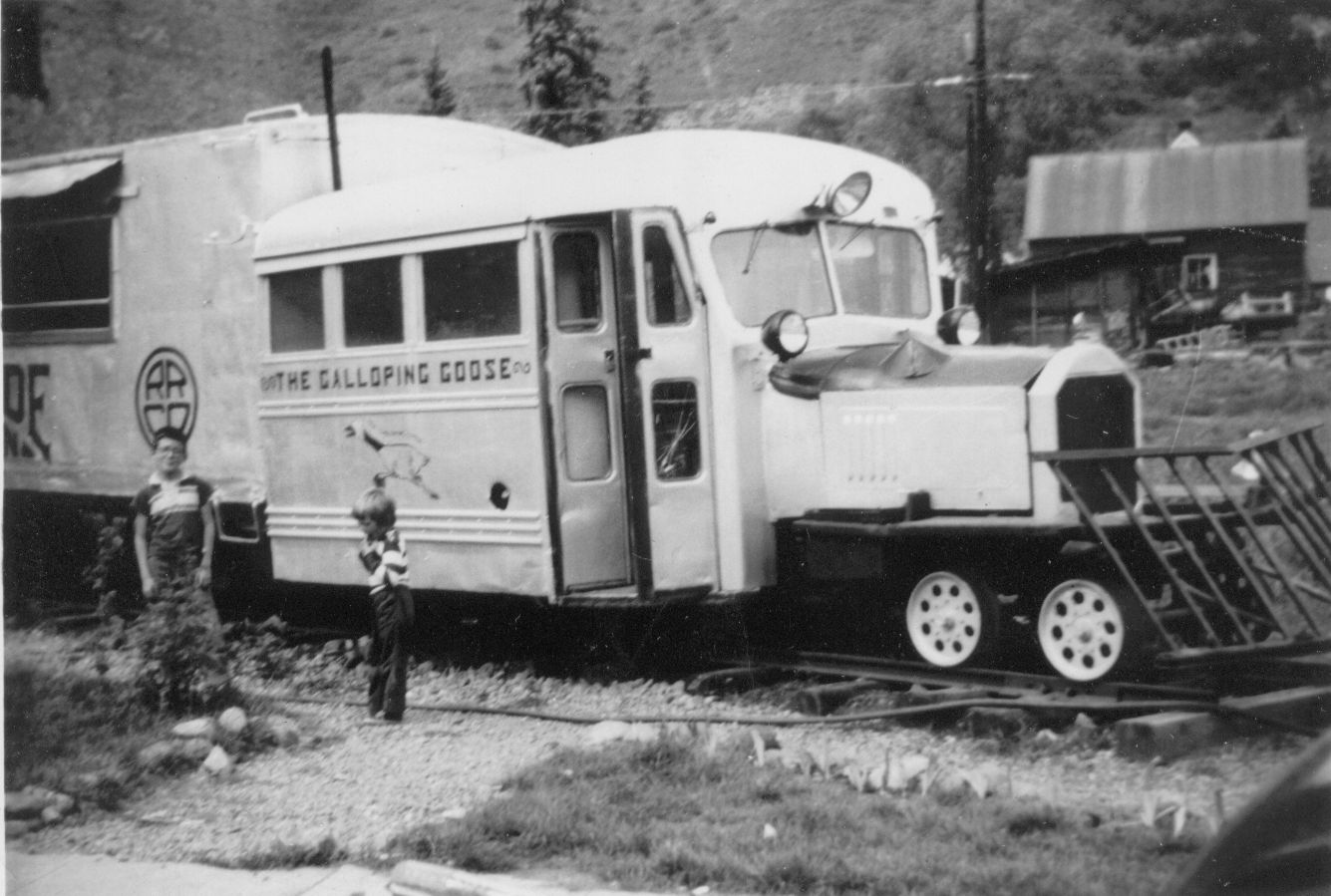
Galloping Goose der Rio Grande Southern Railroad in Telluride

### Südamerika
Die uruguayische Staatsbahn Administración de Ferrocarriles del Estado (AFE) erwarb Anfang der 1980er Jahre von der Deutschen Bundesbahn 16 einmotorige und zwölf zweimotorige Schienenbusse sowie insgesamt 27 Bei- und einen Steuerwagen. Ihr Einsatz endete 1987 im Rahmen der Einstellung des gesamten Schienenpersonenverkehrs im Land. 1993 kamen zwei aufgearbeitete Schienenbusse im wieder aufgenommenen Vorortverkehr der Hauptstadt Montevideo zum Einsatz.
In Bolivien existierten mehrere Linien der Empresa Ferroviaria Andina, zwischen Potosí und Sucre sowie zwischen Cochabamba und Aiquile, die jedoch derzeit (2024) nicht bedient werden. Aktuell existieren noch zwei Buscarril-Strecken (Tupiza–Atocha und Viacha–Charaña), welche zweimal wöchentlich befahren werden.

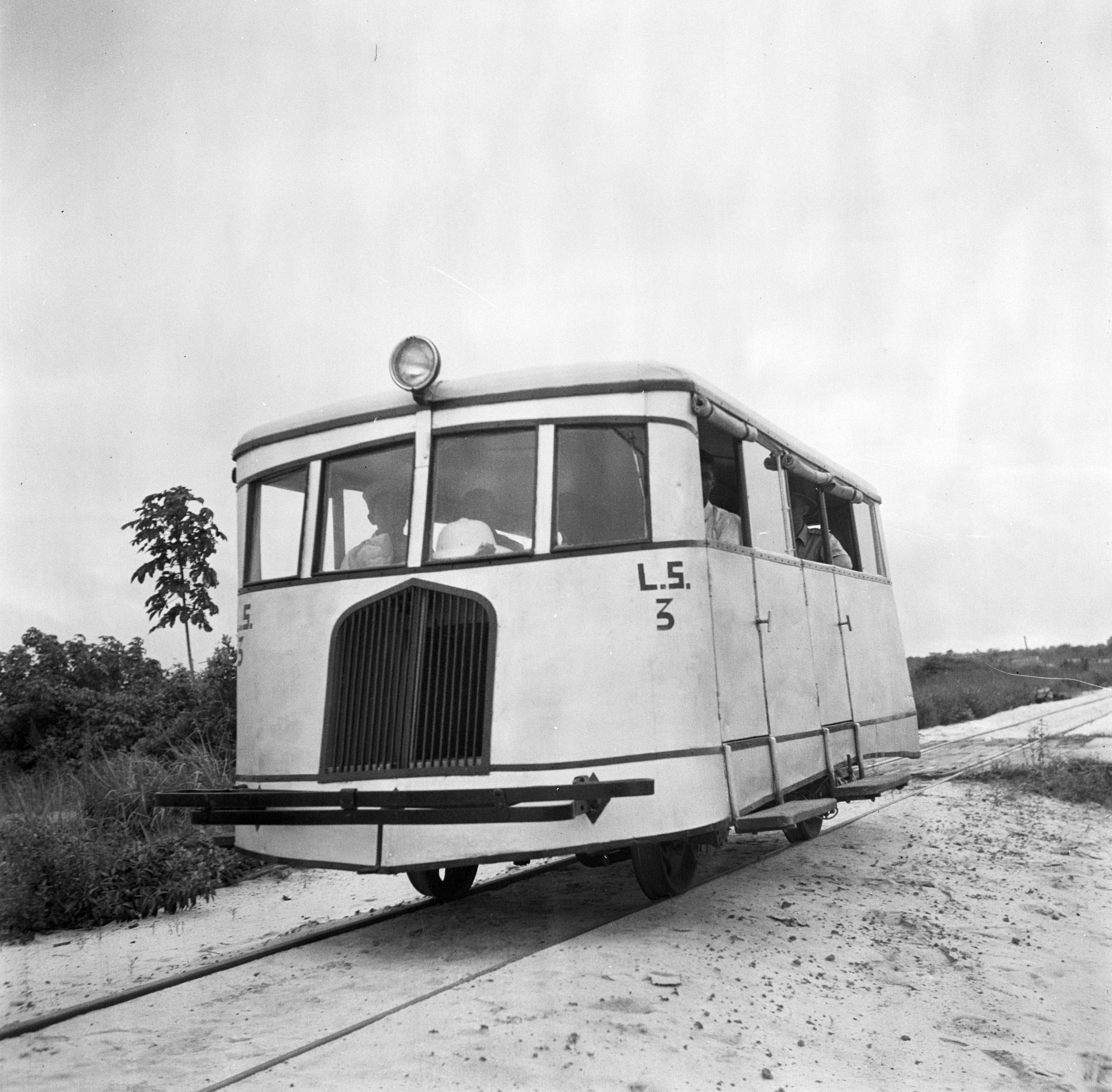
Schienenbus der Lawabahn in Surinam, 1947
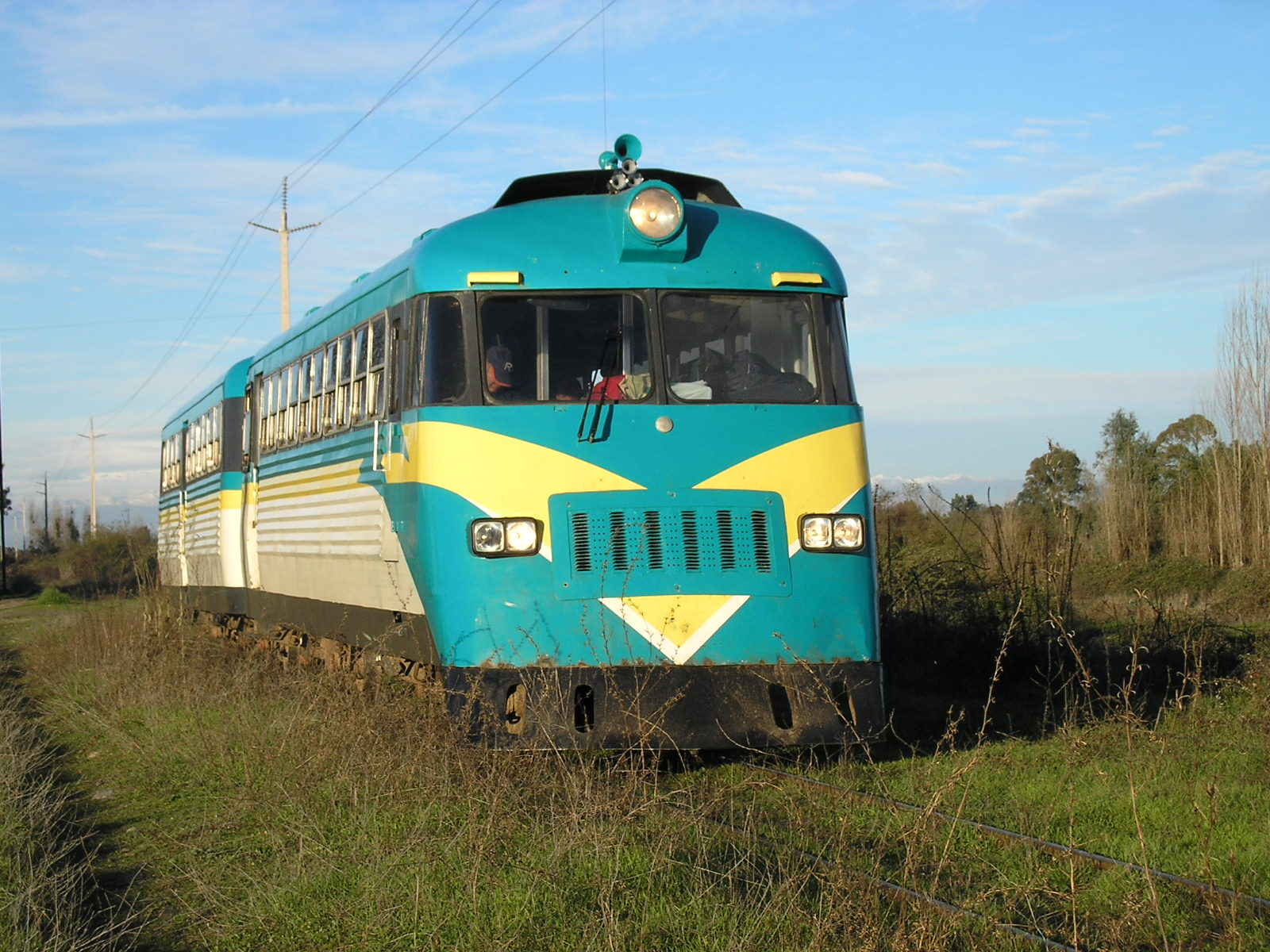
Ein chilenischer Ferrobús
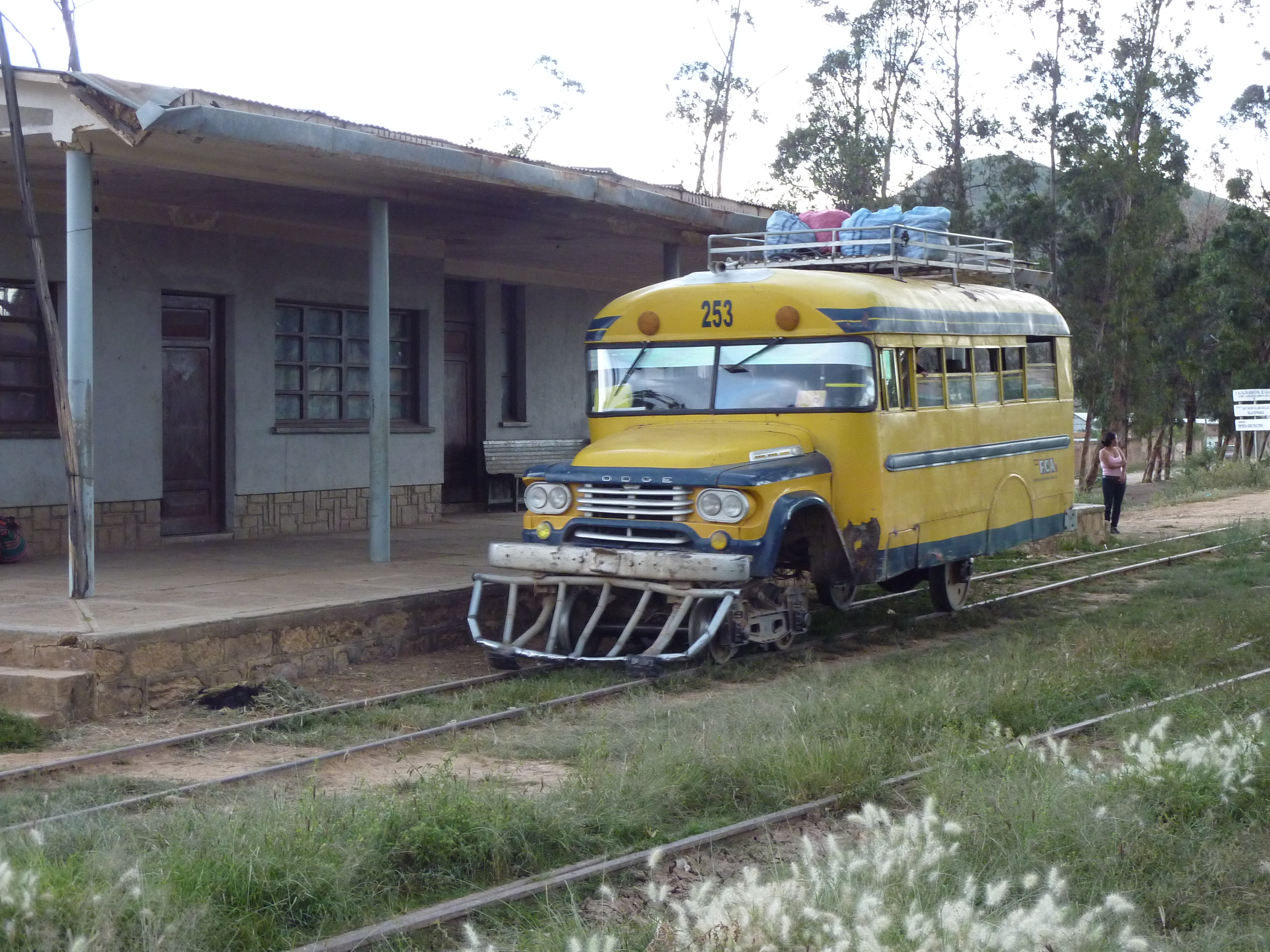
Buscarril in Bolivien (2010)
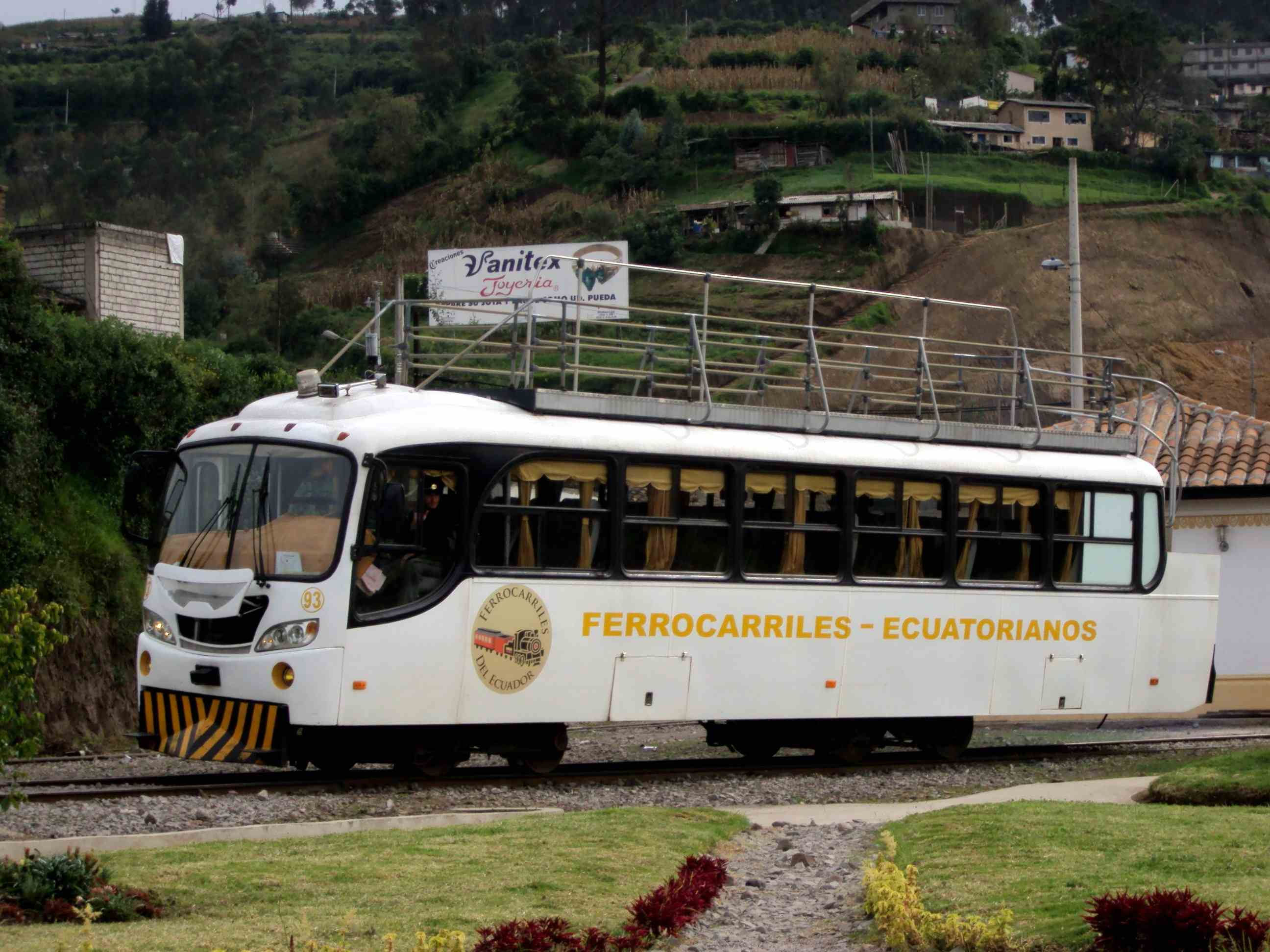
Vierachsiger Ferrobús in Ecuador (2010)

### Asien

#### Japan

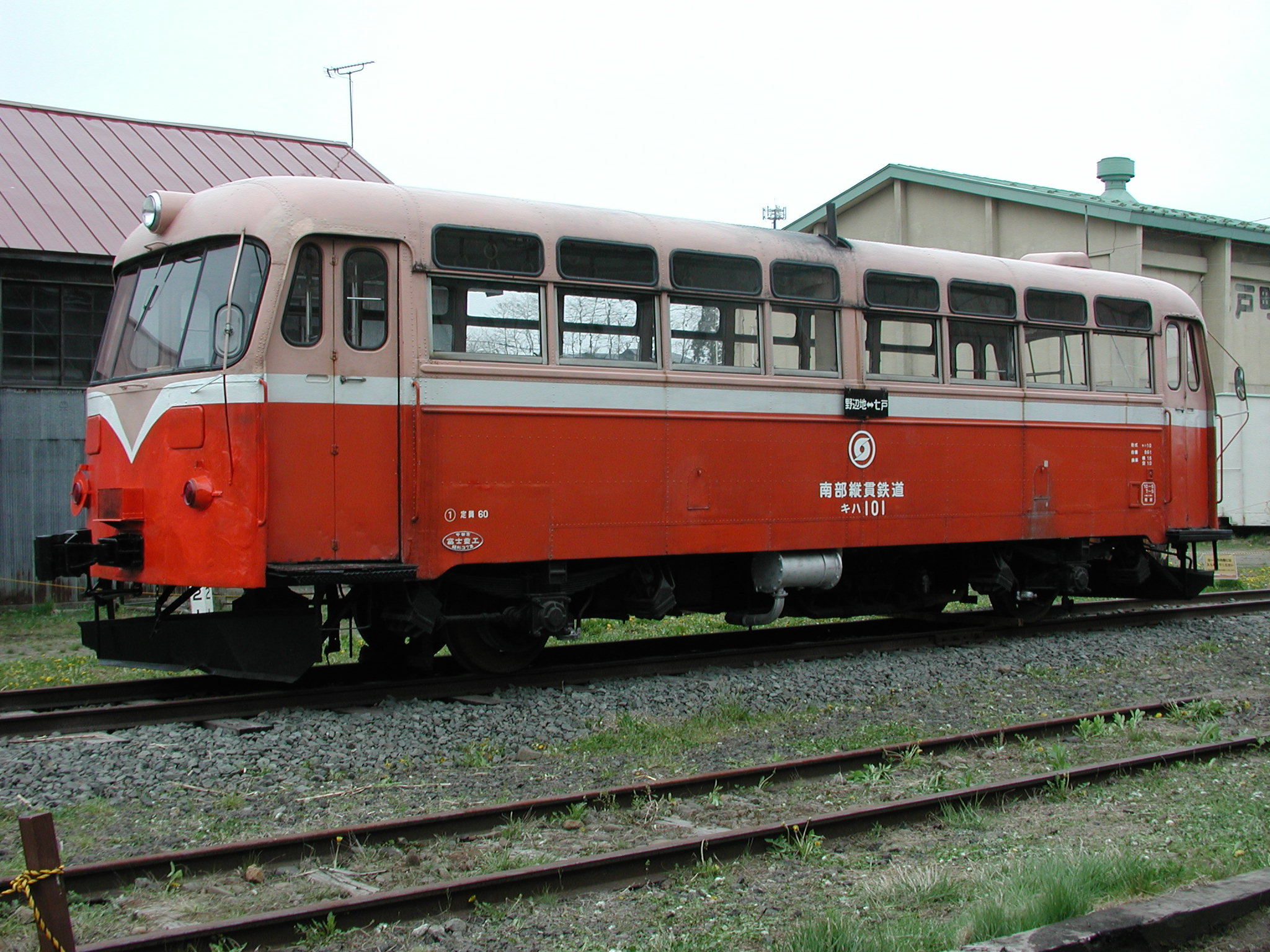
Schienenbus 101 der ehemaligen Nanbu Jūkan Railway (Japan)

Bei einem Besuch in der Bundesrepublik Deutschland im Jahr 1953 lernte der Präsident der staatlichen japanischen Eisenbahngesellschaft JNR die Uerdinger Schienenbusse kennen. 1955 wurde von Fuji Heavy Industries der Prototyp eines japanischen Schienenbusses für die Spurweite 1067 mm (Kapspur) vorgestellt. Die Schienenbusse der JNR wurden in den 1970er Jahren abgestellt.
1982 begann Fuji mit der Entwicklung eines Schienenbusses für private Nebenbahnen, der zahlreiche Elemente von Straßenbussen übernahm.

#### Indien

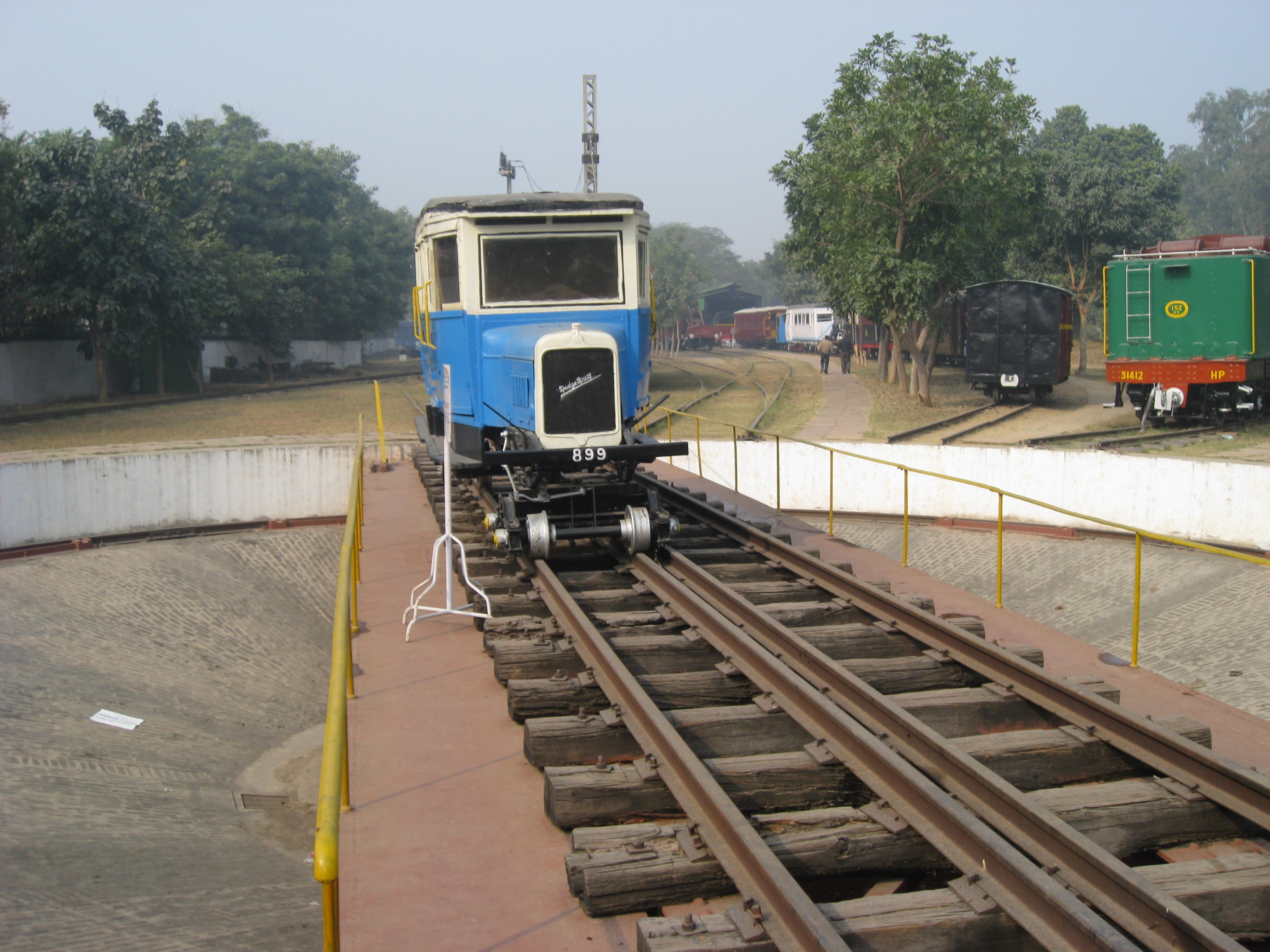
Dreiachsiger indischer Schmalspurschienenbus
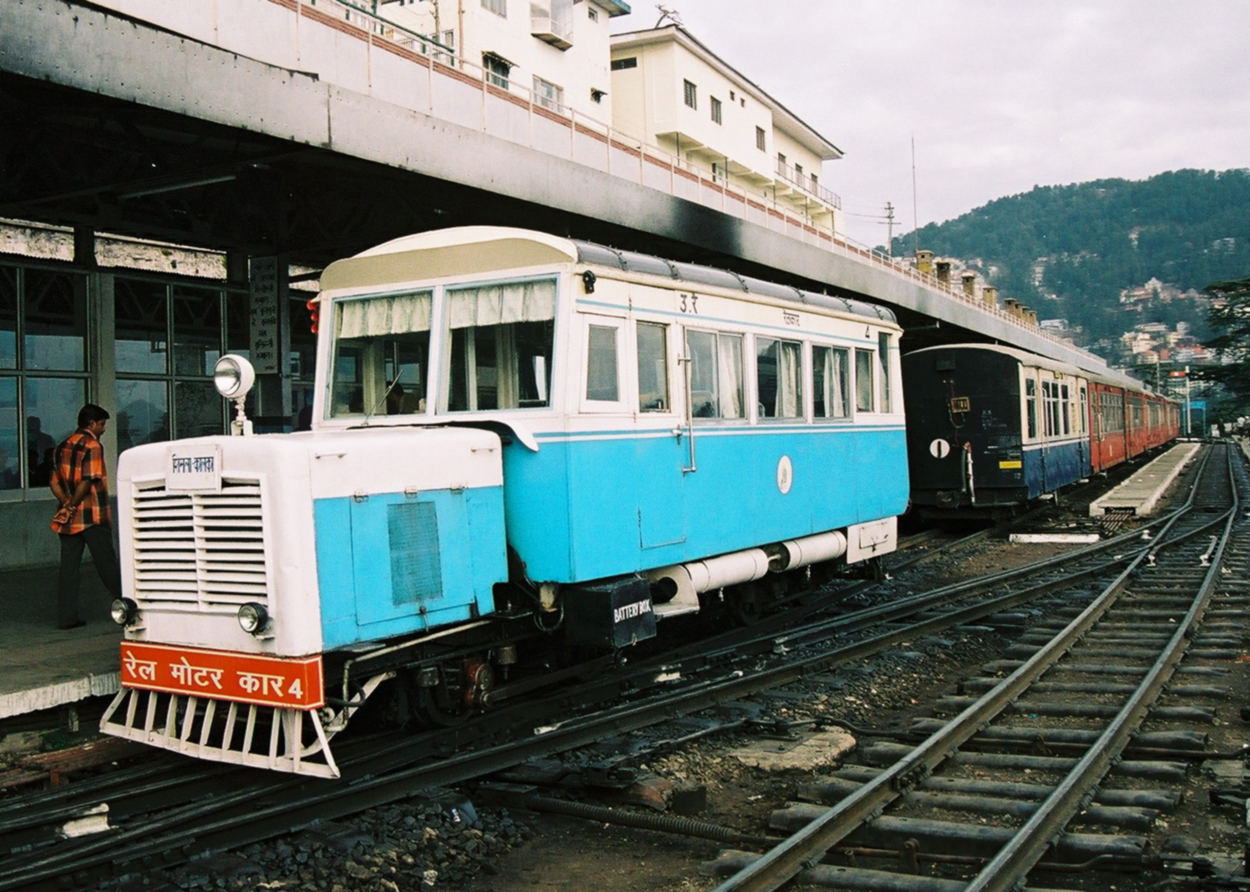
Schienenbus der indischen Schmalspurbahn Kalka-Shimla Railway

### Australien
Die britische Firma Associated Equipment Company (AEC) baute für die australischen Victorian Railways zwischen 1922 und 1925 19 als „Railmotors“ bezeichnete zweiachsige Schienenbusse für den Einrichtungsbetrieb und 24 Beiwagen. Die Spurweite der mit einem 34 kW leistenden Benzinmotor ausgestatteten Triebwagen betrug 5 ¼ Fuß (Irische Breitspur, 1600 mm). Im Laufe der 1950er Jahre wurden die Fahrzeuge abgestellt.

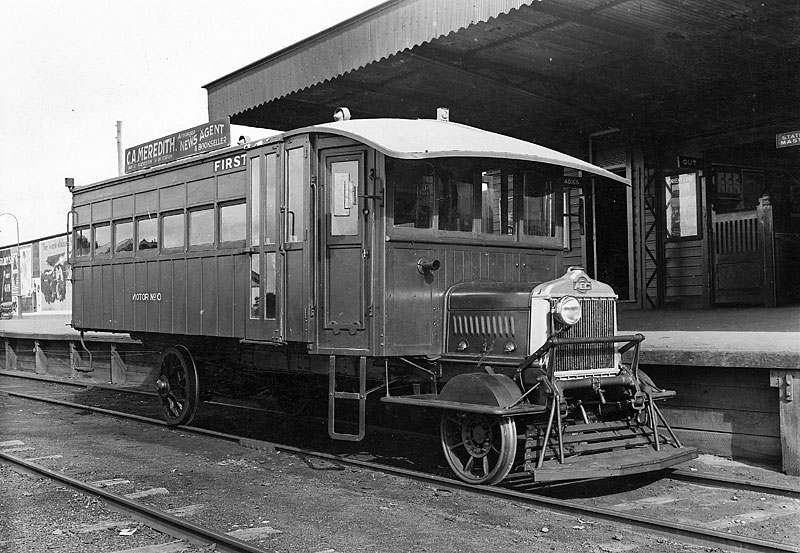
Von AEC gebauter Schienenbus Nr. 10 im Bahnhof Mornington
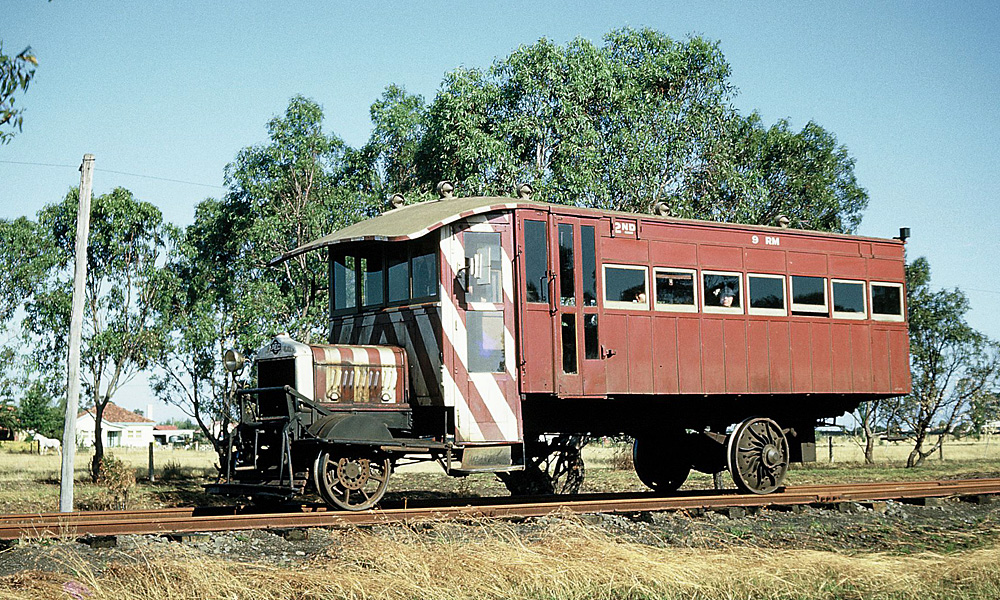
AEC Railmotor Nr. 9 bei Fawkner, 1953